# 反對逃犯條例修訂草案運動過程 (2020年11月)
| 2019年          | 尚未開始 | 尚未開始 | 3月至6月 | 3月至6月 | 3月至6月 | 3月至6月 | 7月 | 8月 | 9月    | 10月   | 11月   | 12月 |
| 2020年          | 1月      | 2月至4月 | 2月至4月 | 2月至4月 | 5月      | 6月      | 7月 | 8月 | 9月    | 10月   | 11月   | 12月 |
| 2021年          | 1月      | 2月      | 3月      | 4月      | 5月      | 6月      | 7月 | 8月 | 9-11月 | 9-11月 | 9-11月 | 12月 |
| 2022年1月或以後 |          |          |          |          |          |          |     |     |        |        |        |      |

## 2日

### 余茂春再次對香港議題表態
美国国务卿蓬佩奥的首席中国政策和规划顾问余茂春接受美国之音的专访，對香港議題再次發表看法，他認為自1984年中国郑重承诺给予香港以法治、新闻自由和司法独立在内的一整套国际原则为支撑的高度自治以来，所有这些非常突然地都不复存在了，不仅是中国人和香港人的悲剧，也是世界的悲剧，並認為香港在美中关系中也是非常重要的，因为中国在香港的严酷行动严重破坏了两国之间的信任，但也为美国评估“一国两制”总体有效性提供了新的动力。

### 加拿大考慮大规模撤侨
针对《港版国安法》的实施，加拿大驻香港和澳门总领事南杰瑞以視訊形式出席加拿大众议院加中关系特别委员会會議時提醒加拿大人，香港的局势和过去已经不一样，《港版国安法》出台後，领事馆举行多次会议和利用不同场合，尽可能和加拿大企业与公民说明目前香港面临的风险，並稱虽然香港出现大规模动荡的极端可能性很小，但已经做好准备，确定在需要的时候，有资源和能力大规模撤侨。

## 3日

### 林郑月娥向美国喊话
3日是美国总统大选的投票日，香港行政长官林郑月娥在记者会上表示，希望下任美国总统能全面考虑与香港的关系，不要随意做出打压香港的行动。还强调香港与美国是长期互利的，香港金融发达，美国投资机构也能获利。

### 首宗警員被「起底」案 香港電訊員工判囚2年
33歲男技術員被指將警員家屬資料，上傳至Telegram「老豆搵仔」群組，被區域法院法官姚勳智裁定3項不誠實取用電腦罪，以及一項披露未經資料使用者同意而取得的個人資料罪罪成、判監兩年。私隱專員公署和警方網絡安全及科技罪案調查科科技罪案組對法庭裁決表示歡迎。

### 《鏗鏘集》編導查車牌報道元朗襲擊事件被捕

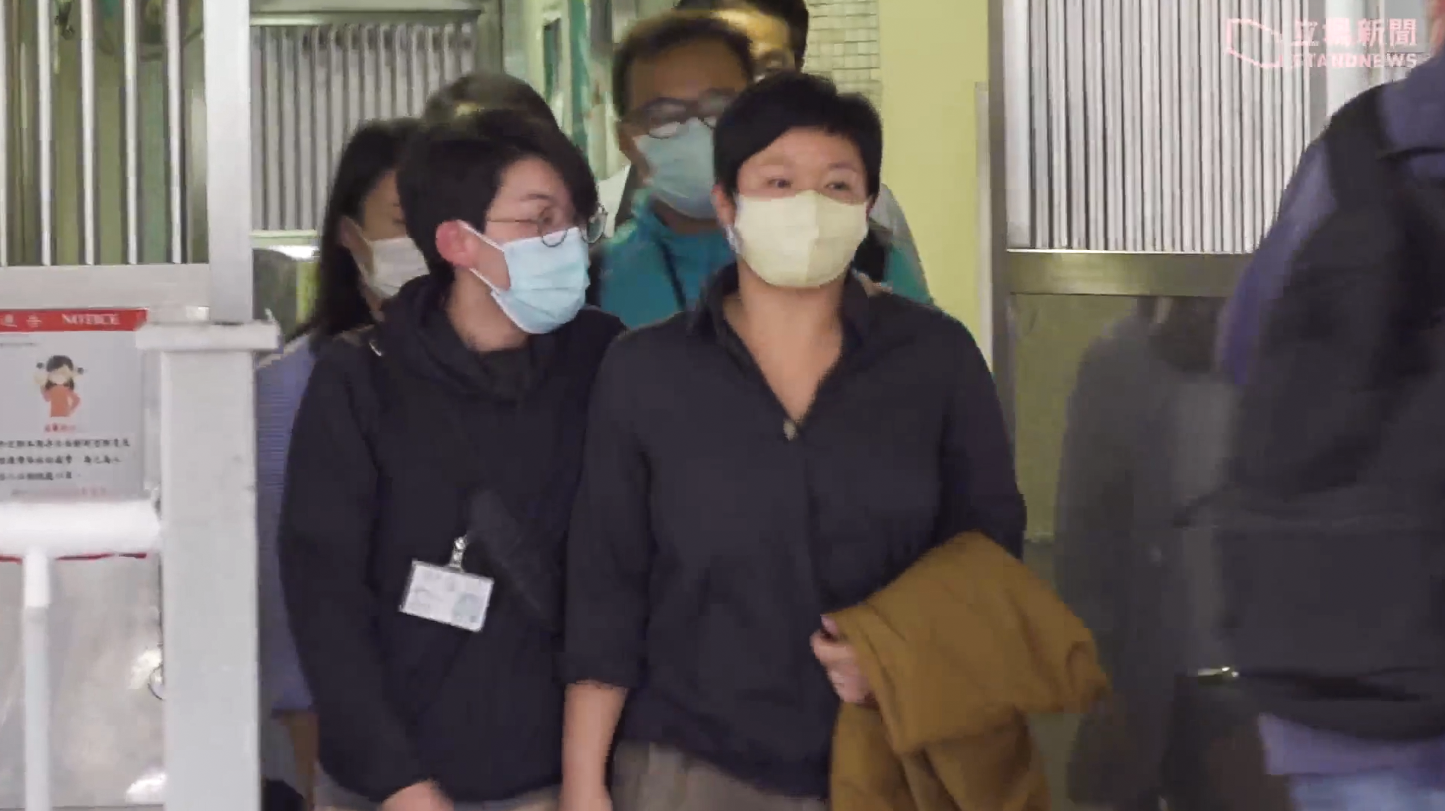
港台《鏗鏘集》編導蔡玉玲被警方上門拘捕

警方拘捕香港電台《鏗鏘集》編導蔡玉玲，被指製作元朗721事件週年追蹤節目《721誰主真相》期間查閱車主資料時涉嫌虛假陳述，取得有關車主的個人資料後用於不符合聲明所指用途，違反《道路交通條例》第111（3）條，暫控兩項「為取得道路交通條例下的證明書而作出虛假陳述」罪。新界北總區重案組警員到其位於美孚清麗苑的住所搜查，之後將她帶返大埔警署，到同日晚上10時許獲准保釋，案件在11月10日在粉嶺裁判法院提堂。蔡玉玲離開警署時表示拘捕記者事件恐怕讓公眾擔心警方是否藉此打壓新聞自由，甚至會會否為新聞工作者帶來寒蟬效應，不利於香港或港人。但同時呼籲同業繼續「信守價值，無畏無懼無私」。
事件亦震動新聞界。香港記者協會、港台節目製作人員工會等8間傳媒工會組織發聲明，嚴正要求警方交代，並對警方橫蠻無理及荒誕的行動表示極度震驚及憤怒。廣播處長梁家榮形容今次事件確是少有，關注會否出現寒蟬效應，認為整個新聞界應該認真看待事件。民主黨立法會議員林卓廷批評警方拘捕追查真相的記者，卻不拘捕7．21事件當日多名仍然在逃的白衣人，認為十分荒謬。到11月5日，美國國務院首席副發言人布朗在美國駐港澳總領事館的facebook專頁發帖，表示對事件深表關注帖，表示中國共產黨及他們在香港的代理人必須停止衝擊新聞自由。

### 「十四五」規劃港澳部分
新華社發布了《中共中央關於制定國民經濟和社會發展第十四個五年規劃和二〇三五年遠景目標的建議》，關於港澳部分，《建議》指出：
|  | 保持香港、澳門長期繁榮穩定。全面準確貫徹『一國兩制』、『港人治港』、『澳人治澳』、高度自治的方針，堅持依法治港治澳，維護憲法和基本法確定的特別行政區憲制秩序，落實中央對特別行政區全面管治權，落實特別行政區維護國家安全的法律制度和執行機制，維護國家主權、安全、發展利益和特別行政區社會大局穩定。支援特別行政區鞏固提升競爭優勢，建設國際創新科技中心，打造『一帶一路』功能平台，實現經濟多元可持續發展。支持香港、澳門更好融入國家發展大局，高品質建設粵港澳大灣區，完善便利港澳居民在內地發展政策措施。增強港澳同胞國家意識和愛國精神。支持香港、澳門同各國各地區開展交流合作。堅決防範和遏制外部勢力干預港澳事務。 |

### 林鄭月娥訪京穂深
行政長官辦公室2日公布，行政長官林鄭月娥11月3日至7日訪問北京、廣州和深圳。運輸及房屋局局長陳帆、食物及衞生局局長陳肇始、創新及科技局局長薛永恒、政制及內地事務局局長曾國衞、財經事務及庫務局局長許正宇和行政長官辦公室主任陳國基將會隨行。
當日下午林鄭月娥啟程到訪北京，與中央部委商討惠港政策。4日早上與商務部部長鍾山會面，林鄭月娥希望商務部支持香港企業，在國家推進以國內大循環為主體、國內國際雙循環相互促進的新發展格局下，進一步把握內地市場的商機；下午與科技部部長王志剛、民航局局長馮正霖會面，林鄭月娥與王志剛探討在深圳的深港科技創新合作區內進一步深化合作；與民航局局長馮正霖會面時，期望在民航局支持下，繼續致力鞏固提升其國際航空樞紐地位，她又希望香港國際機場與大灣區內的機場加強合作，並在區內擴展貨物及旅客的多式聯運。5日早上與中國證監會主席易會滿會面，她期望中國證監會繼續支持香港金融業的發展，包括在香港推出更多金融產品及擴大各項互聯互通計劃的涵蓋範圍；下午與衞健委主任馬曉偉會面，她代表特區政府感謝衞健委支持香港對抗2019冠状病毒病疫情；晚上與發改委主任何立峰會面，她感謝發改委對香港參與「一帶一路」倡議和粵港澳大灣區建設的支持，協調和統籌各相關部委公布有利於大灣區發展的意見和方案。6日早上獲國務院副總理韓正接見，林鄭在今年以來帶領的政府克服各種困難、迎難以上，在疫情防控、紓解民困、恢復經濟、落實《港區國安法》、及穩定社會大局方面作出顯著成效，中央對此予以充分肯定，並會堅定支持林鄭、堅定支持港府依法施政；下午於特區政府駐京辦見記者，總結在北京訪問的行程。
6日晚轉至廣州，7日上午會見廣東省領導，與廣東省省委書記李希、省長馬興瑞等會面，討論有關粵港澳大灣區的事宜，雙方亦共晉午餐；下午轉往深圳會見深圳市委書記王偉中及深圳市長陳如桂，討論深港合作事宜，晚上返回香港。

### 法庭提堂
2019年11月2日港島區集會中，有示威者破壞新華社的玻璃外牆，一名15歲被指與同伙，手持鐵狀物，因而被控暴動罪。案件3日在東區裁判法院少年庭提堂，其案將於下周二再訊以讓少年進行答辯，期間獲准保釋。

## 4日

### 浸大編委記者被控阻差辦公及拒捕
警方深入調查後，一名浸大編委記者被控在5月8日中環國際金融中心商場「和你Lunch」示威活動，懷疑他是假記者，被控「阻礙警務人員執行職務」罪及一項「拒捕」罪，案件將於11月6日在東區裁判法院提堂。

### 人权律师卢思位被审查
四川人权律师卢思位收到当地司法局下达的通知，要求他所在的律所将卢思位律师代理的所有案件材料送交审查。有消息指出这与他代理十二港人案件有关，中國当局使用手段企图逼迫代理律师退出。

### 美國國會中國委員會批國安法通過後人權狀況 香港特區政府駁斥
美國國會及行政當局中國委員會4日發表有關香港在《港版國安法》通過後的人權狀況分析，批評特區政府借《國安法》濫捕及侵犯港人各項權利及自由，無視《基本法》列明港人享有《公民權利和政治權利國際公約》權利的保證。特區政府6日深夜回應，指美國國會及行政當局中國委員會，抹黑香港國安法和香港特區的人權狀況，對此表示強烈憤慨和反對，又重申反對外國議會就特區事務作出任何形式的干預。

## 5日

### 國安處舉報熱線啟用
警方在facebook專頁公佈「國安處舉報熱線」啟用，市民可以透過微信、電話短訊，或者電子郵件，作出相關非緊急舉報。而電話熱線不會接聽任何來電和回覆。警方其後公佈，截至晚上6時接逾1000個訊息。民主黨涂謹申擔心舉報熱線會造成人與人之間互不信任，「鼓勵文革式人鬥人」。組織「民權觀察」成員王浩賢表示，國安處熱線可能會造成互相舉報的文化，猶如文革，讓巿民擔心日後在公眾地方討論時事，恐怕會被人錄音錄影，之後向警方舉報，引發社會的寒蟬效應。

### 網媒記者涉今年5月被控阻差辦公被捕
網媒《娛賓》的一名26歲女記者在早上被警方上門拘捕。警方表示該名女子在5月10日曾經被捕，懷疑她在旺角洗衣街一個公廁內拍照，防暴警員曾警告停止，但她拒絕合作。而涉事女記者早前曾表示，當時想拍攝男防暴警員在女廁為兩名女子在綁上索帶的過程時，突然被警員奪去相機，之後警員多次以近距離向她臉部的噴胡椒噴劑，並以膝蓋壓她的頸部，導致身體多處受傷。

### 中大學生會發起展覽 被校方指海報涉違法
香港中文大學多間書院的學生會聯合發布，計劃在11月中舉行「中大保衛戰一周年」展覽。其海報展示了去年中大衝突的畫面，並有中大校長段崇智和前校長沈祖堯的頭像。中大校方發表聲明，指宣傳品涉嫌違法和不當使用頭像，促活動舉辦方立即修改或者移除宣傳品，以免違法。

### 逾60英議員促藍韜文與中方交涉12港人
逾60名英國下議院議員及政界人士於10月22日去信英國外交大臣藍韜文，促請英方箕交涉，要求釋放12名港人回港。
「Hong Kong Watch」5日貼出藍韜文回信，他指英國政府密切關注12港人現況，對於他們未能聯絡家人、律師被拒絕探訪等情況感到擔憂。同時英國駐港官員亦多次向香港及中國政府提及事件，要求確保12港人得到公平對待；又指《中英聯合聲明》保障的人權自由必須捍衛，英方會持續關注這些權利被侵蝕，要求香港及中國當局履行國際責任。

## 6日

### 林鄭月娥回應《鏗鏘集》編導查車牌被控違法
行政長官林鄭月娥會見傳媒時，對於港台《鏗鏘集》編導蔡玉玲拘捕一事，表示個案進入司法程序故不便評論，又指香港是依法辦事的地方，新聞從業員都要守法。被問到依法辦事，有立法會文件指出運輸署無法例賦權可要求解釋申請查牌原因，惟政府用行政手段取消「其他」用途選項，本身是否已無法律依據，有關做法是否間接令記者被捕。林鄭回應指，由於個案日後可能衍生司法挑戰，不作進一步解釋。

### 警務處舉行警隊紀念日
警務處在灣仔警察總部舉行警隊紀念日，警務處處長鄧炳強致辭時表示，向殉職的同事致以最崇高敬意。他提到警隊無懼持續一時的暴力，成功為恢復香港秩序帶來曙光，但必不能鬆懈，必須防範暴力死灰復燃，把握逐漸回復平穩局面，凝聚社會對警隊的支持，並深信警隊的優良傳統將得以薪火相傳。

### 四個警察協會發公開信「追擊」中大校長段崇智
警司協會、香港警務督察協會、海外督察協會及警察隊員佐級協會再向中大校長段崇智發出公開信，批評他憑被捕學生只片面之詞，公開質疑警方。包括提及遭受警方性暴力的中大學生吳傲雪「大話連篇，前言不對後語」，目的是污衊警方及煽動仇恨情緒。同時提及段崇智去年所發的公開信與中大二號橋發生的激烈衝突有「因果關係」，認為他需要為香港負上部分責任，並期望他能盡快回覆。

## 7日

### 退學潮持續
資助小學校長會名譽主席張勇邦今早出席港台節目《星期六問責》時，指其學校今年退學率約3%，較過往約2%微升，社會撕裂令家長不安，因此可能出現家長安排子女到外國或內地讀書的情況，若持續出現「往外走」和「往內走」，再加上跨境生不來港讀書，最壞有如97後情況，或再出現縮班潮。

### 理大、城大、浸大收緊出入校園管制
「理大圍城」即將一周年之際，向全體師生發信，表示在未來數周將收緊出入校園管制，由今日起至11月30日，只准教職員、學生，以及有確實證據證明必要進入校園、並獲學系主任或學生事務處「特別批准」的訪客進入校園。理大回覆《香港01》時指，考慮到去年11月在校園發生的事件，校方決定提升校園出入管理措施。另外，城大亦回覆《香港01》表示，今年2月該校完成在校園加裝電子出入系統及加強保安措施，而教職員、現屆學生、校友及各部門的訪客，可在出示有效的身份證明文件後，進入校園；浸會大學則指，因應去年底出現的社會事件，該校加強了校園的保安措施，包括師生進入校園時必須出示證件或拍卡，訪客進入大學範圍須得到有關部門核實造訪目的及身份，並在進入校園時登記。

## 8日

### 周梓樂逝世一年 警方一度舉紫旗警告

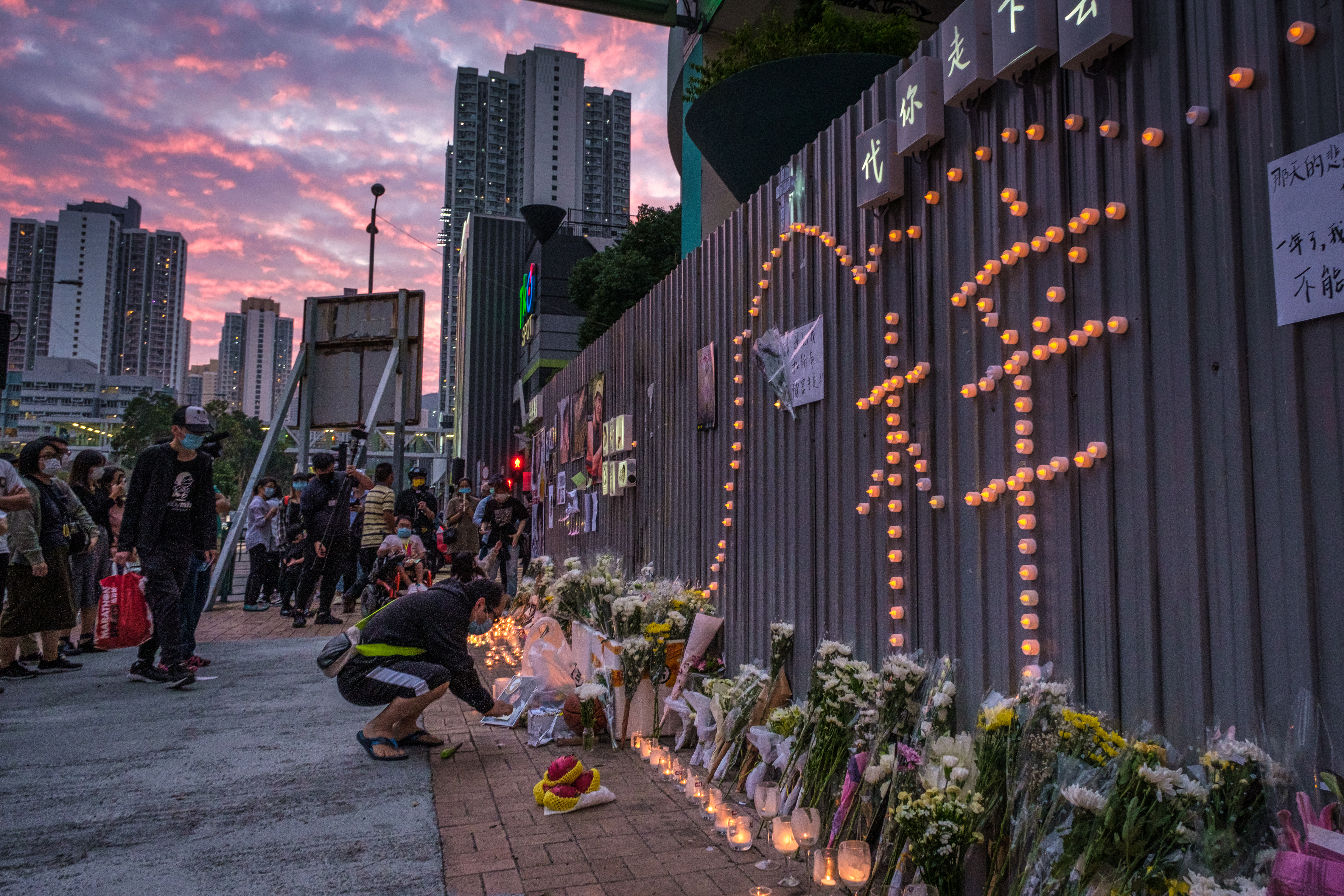
傍晚已經有市民到尚德十字路口（尚十）外悼念和獻花

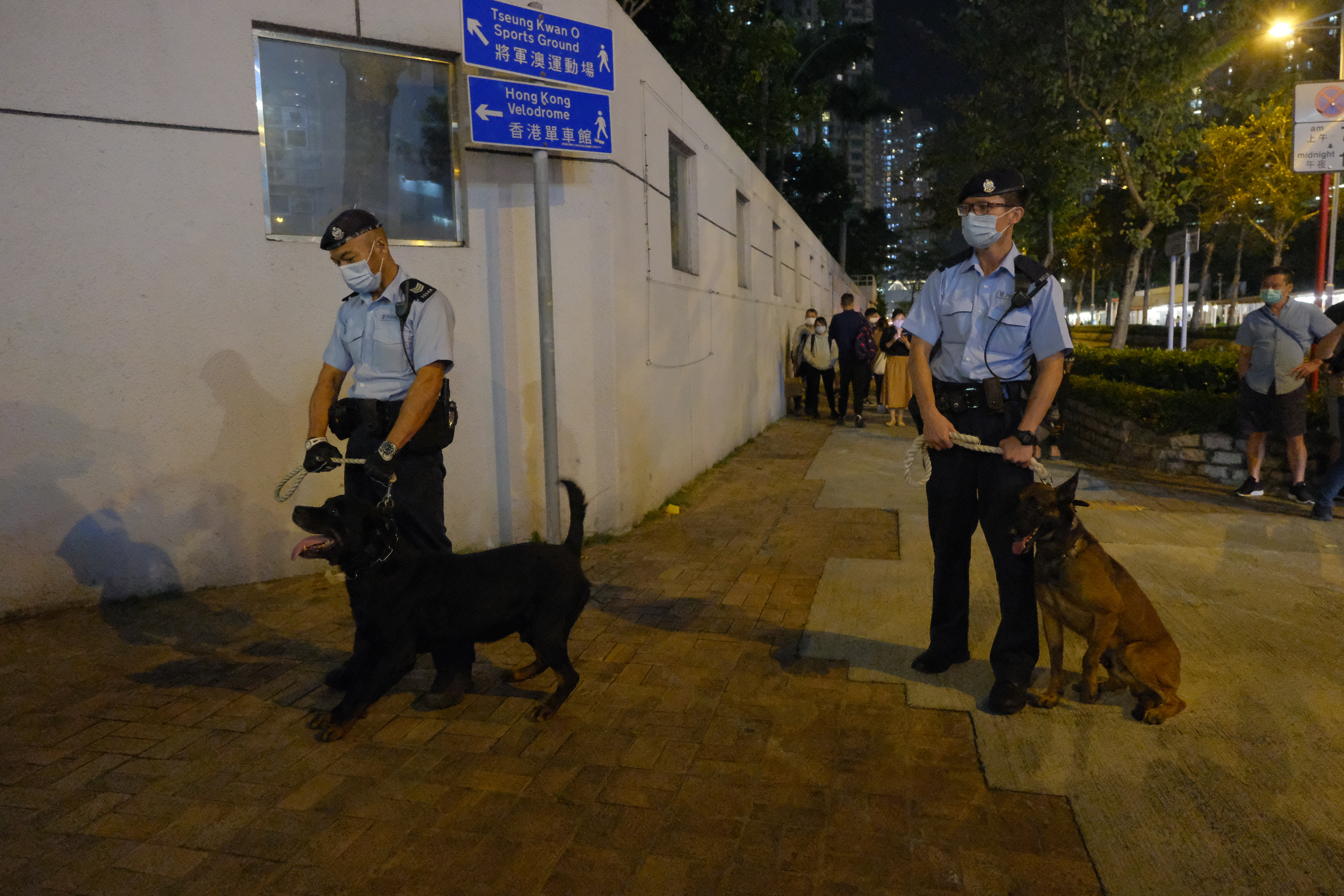
警犬在尚德十字路口外

22歲香港科技大學學生周梓樂逝世一周年，大批市民晚上到尚德十字路口（尚十）外悼念和獻花。大批機動部隊警員在馬路周邊和停車場內戒備，並多次開咪警告在場者或違反限聚令，要求市民完成悼念後離開現場。其後警員稱要實施人流管制為由，一度在祭壇前設封鎖線。到晚上8時許，原本計劃舉行默哀儀式，不過有人叫「光復香港，時代革命」後，警員隨即跑過對面馬路，舉起紫旗警告指該口號或違反《港區國安法》。而記者持相機行近時，警犬多次衝前，一名網媒記者的三腳架險被咬中。到晚上約9時30分，西貢區區議員葉嘉榮、李嘉睿等人在路口開設街站時，警員到場，並將3名附近休息的市民，共6人一起被票控。而一名男子因涉嫌刑事毀壞尚德邨停車場牆壁被拘捕。另外，人稱lunch哥的中學生David和陳伯等人在銅鑼灣維園默哀悼念周梓樂。

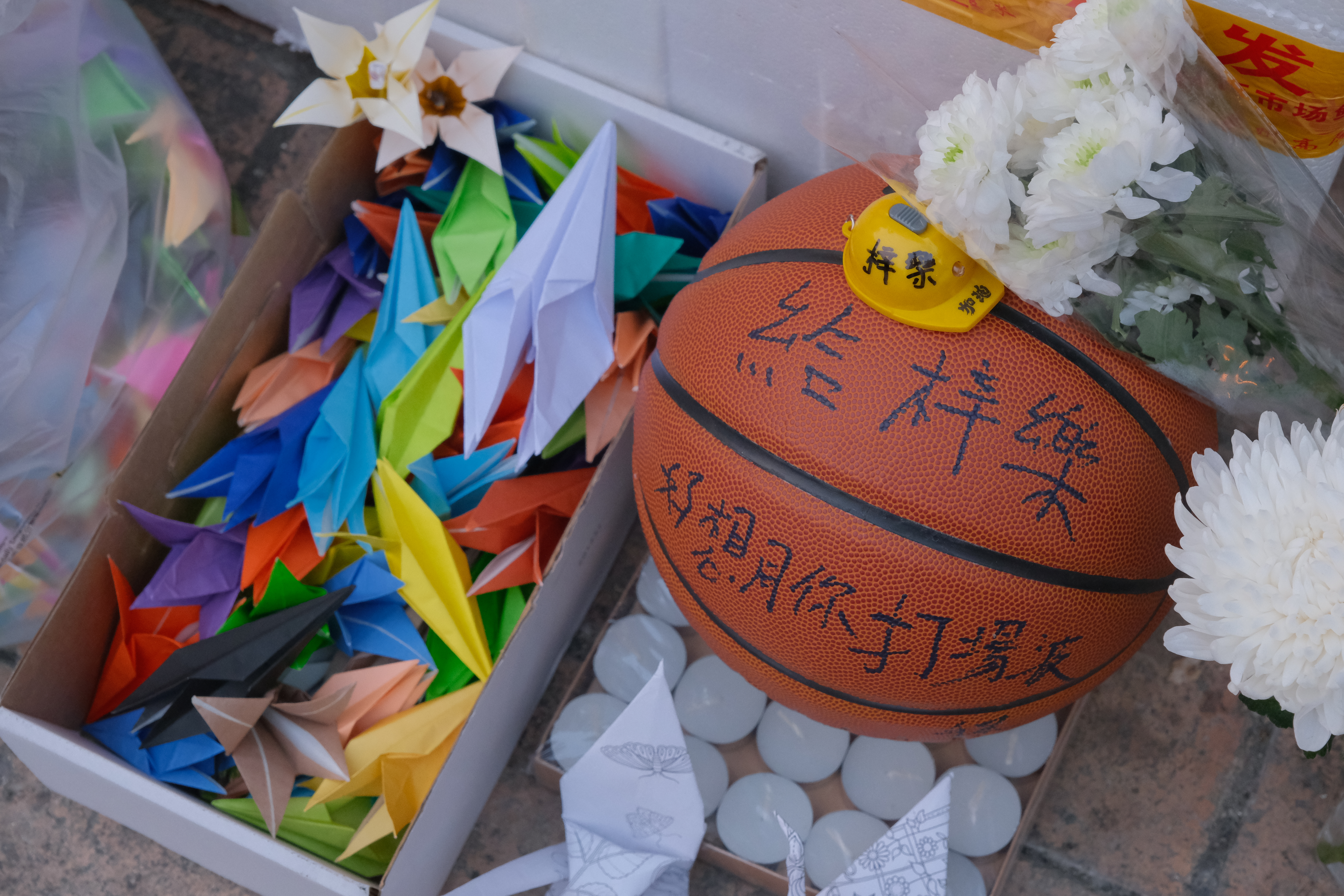
有人擺放籃球
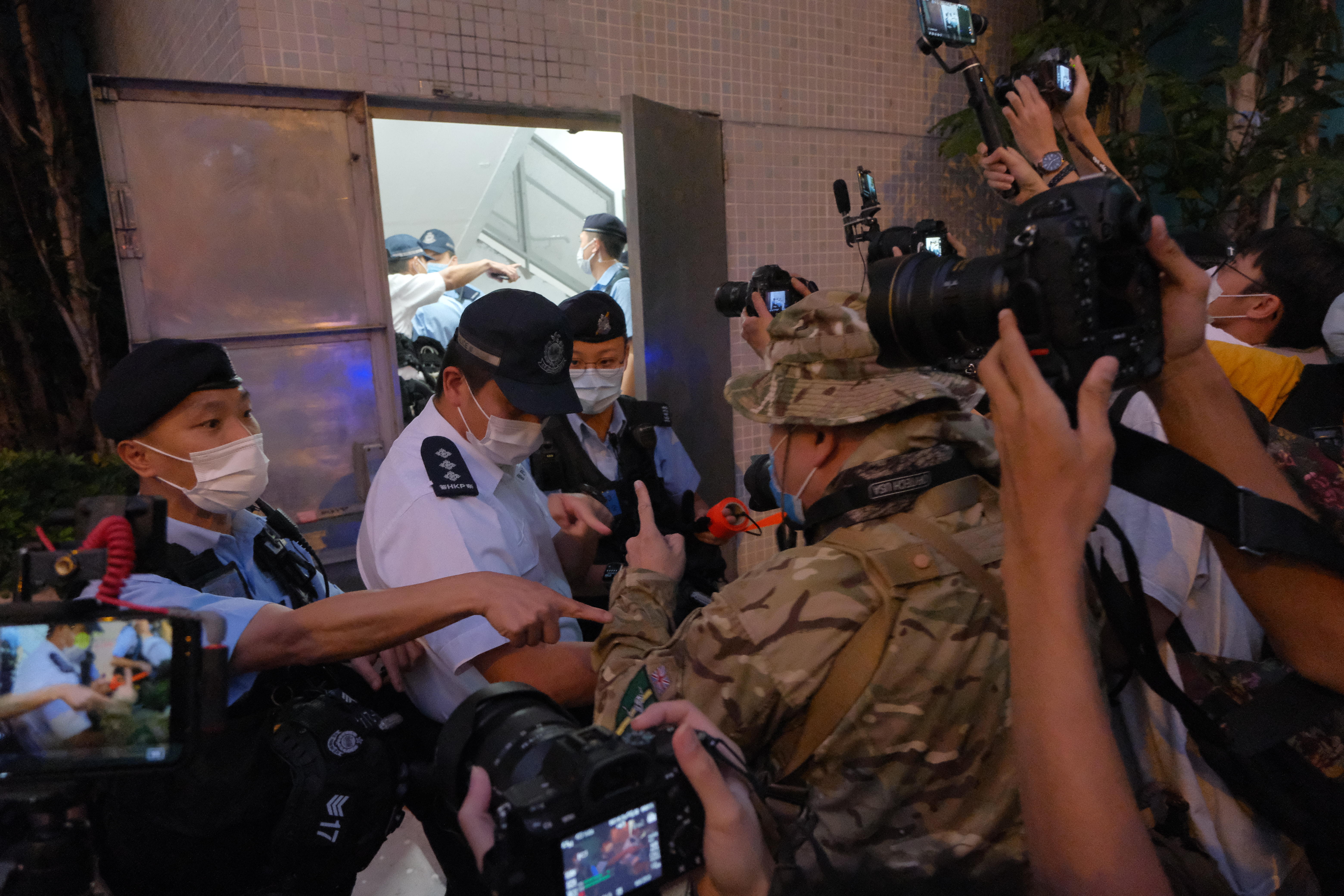
傍晚5時55分，一名男子因涉嫌刑事毀壞尚德邨停車場牆壁被拘捕，大批警員圍封該處，記者不能走近
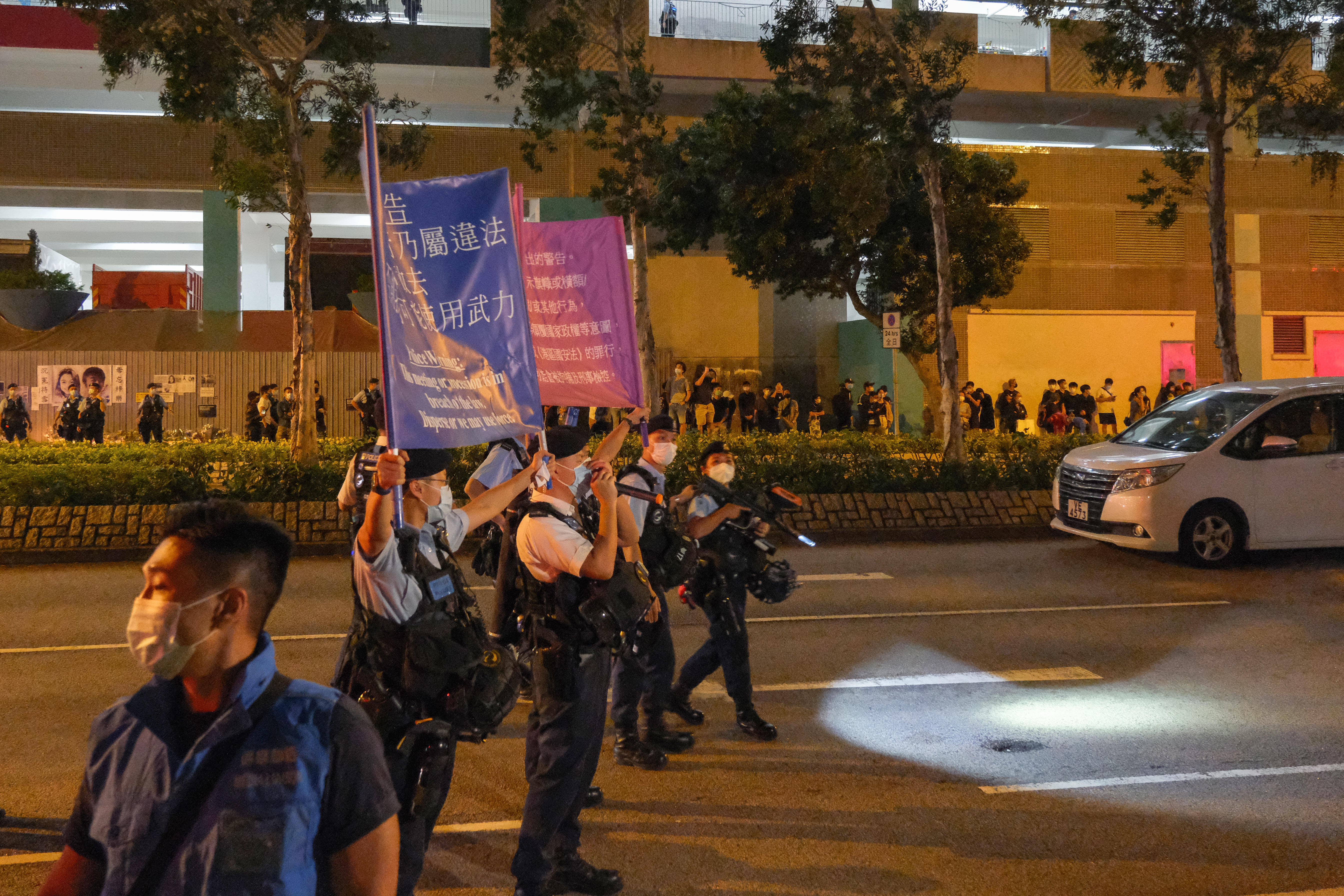
晚上8時許，原本計劃舉行默哀儀式，不過有人叫「光復香港，時代革命」後，警員隨即跑過對面馬路，舉起紫旗警告指該口號或違反《港區國安法》
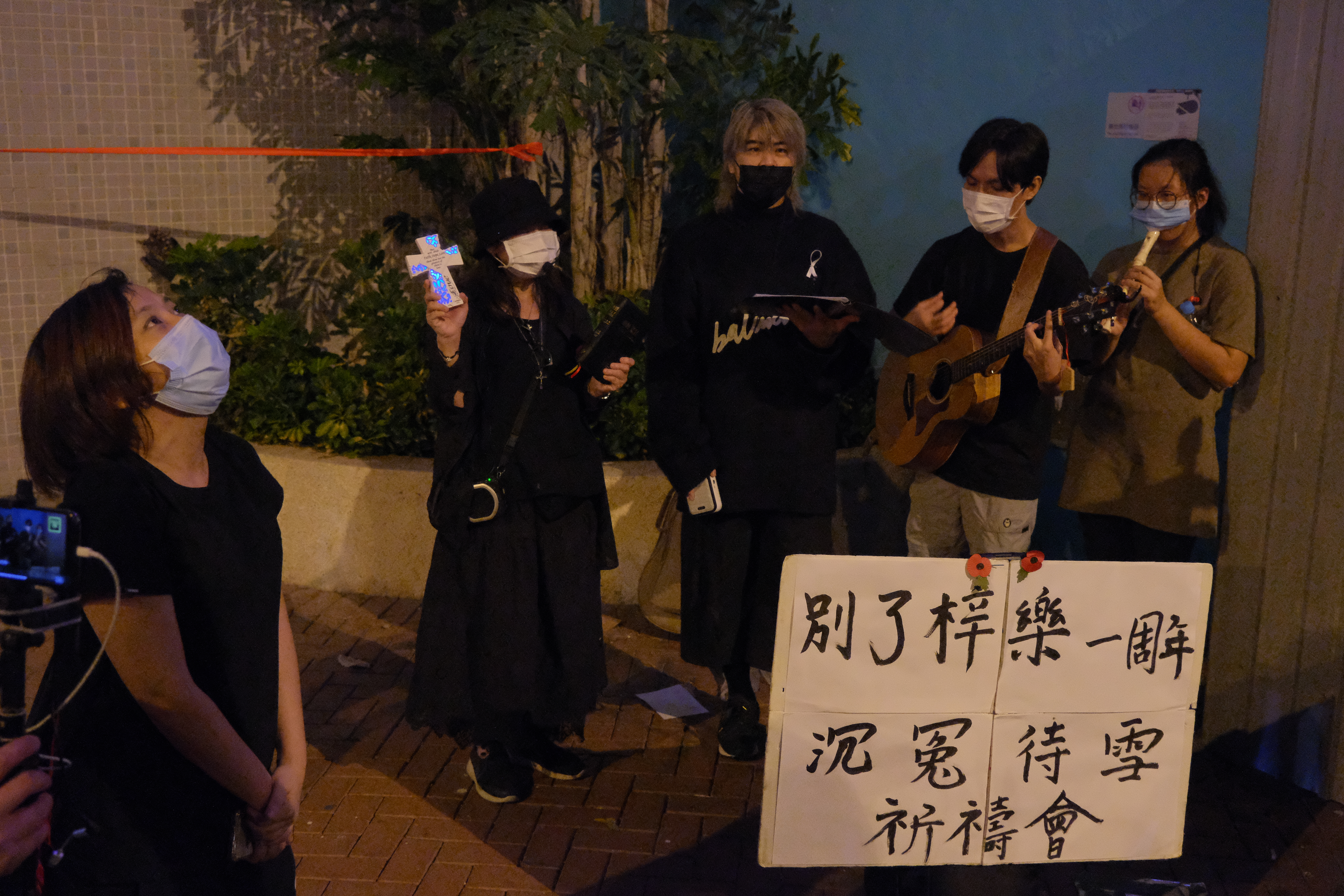
男歌手阮民安連同社工呂智恆等人進行悼念活動
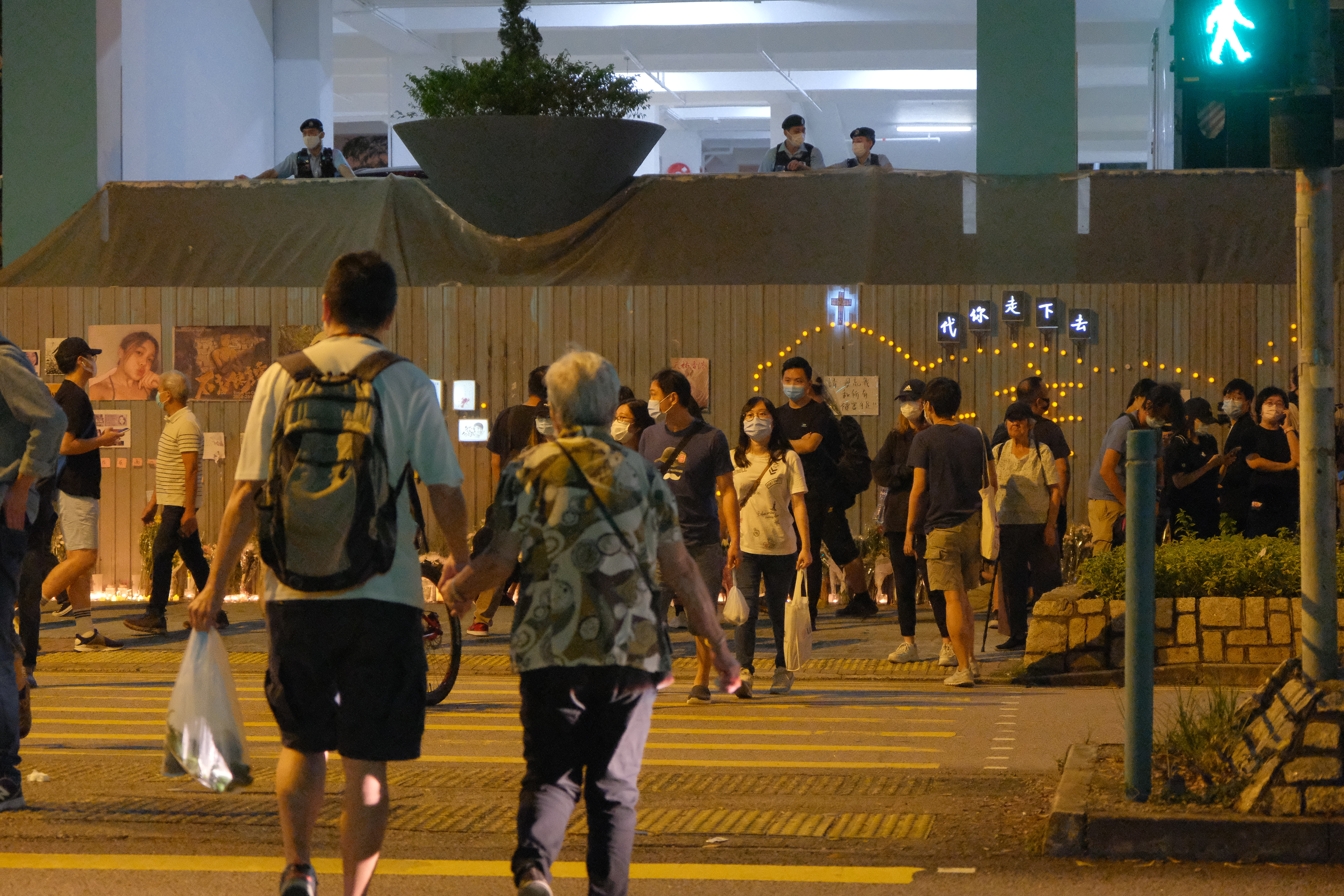
機動部隊警員在停車場內戒備

### 解放軍駐港部隊進行野外訓練
解放軍駐港部隊在微博貼出影片，影中一開始已見駐港部隊跑上裝甲車，其後駛出軍營，期間更途徑市區路面，之後展示駐港部隊於青山訓練場進行野外訓練，當中包括實彈射擊等。其微博指此次駐訓「按照抓好技術合練、夯實戰術基礎、突出實彈射擊、提高行動能力的思路，鍛造過硬鐵甲精兵。」

### 加拿大多倫多 悼念樂霖燭光夜
加拿大當地時間晚上7時45分，在多倫多北約克Mel Lastman Square有人發起「悼念樂霖燭光夜」，有近百人聚集。參與人士以燭光和歌聲進行悼念和聲援香港抗爭的人士，並高唱<願榮光歸香港>，揮舞旗幟和叫口號。有人在廣場設置祭壇，放置反修例運動中離世的周梓樂及陳彥霖相片，並擺上鮮花、紙鶴及蠟燭等。

## 9日

### 831灣仔暴動案 律政司不滿裁決提上訴
律政司就2019年8月31日晚上灣仔暴動案的8名被告提出上訴，信中指對區域法院法官沈小民裁決表明不滿，認為他沒有適當和充分地考慮及分析相關指控的全部證據，或在事實上錯誤地引導自己。有被告形容律政司「窮追猛打，只可以講香港法治已死」。

### 北京傳出手DQ四名被撤銷參選資格議員　泛民明志擬總辭
建制派圈子傳出，全國人大常委會將撤銷四名民主派立法會議員資格，包括公民黨楊岳橋、郭榮鏗、郭家麒及專業議政梁繼昌。四人在原定的9月立法會選舉中，曾遭選舉主任以不真誠擁護《香港基本法》被撤銷參選資格，當時全國人大並未要求延任議員重新宣誓，四人與其他泛民主派繼續留任。而根據有線新聞、無綫及香港01報道，四人可能因違反《香港基本法》遭褫奪議員資格。Now新聞台引述消息說，全國人大常委會決定只會觸及原則。
泛民主派議員周一開會後見記者回應DQ傳聞，表明已一致決定如果四人遭DQ，將義無反顧集體總辭抗議。如果一旦落實，不但代表議會路線全面告終，跨境投票及明日大嶼等爭議議案在議會內也會再無阻力。
這次全國人大決定出手DQ四人，預計會再就《基本法》104條訂下原則，指出不擁護或不效忠《基本法》不能擔任公職及其後果。有親中人士評估，決定可能會提及國安法，具體字眼則未明。民主派自10月14日立法會復會後，一直「先拉未來布」阻止政府引入境外投票方案，包括多次點算法定人數及三度製造流會。親中報章自11月初開動輿論機器批評泛民拉布及要求DQ他們，但眾新聞點算自10月14日復會後，郭榮鏗根本無要求過點算過法定人數，但仍據報「榜上有名」。
翻查資料，當時選舉主任指楊岳橋等尋求外國政府干預特區事務，無客觀意圖擁護《基本法》及效忠特區，裁定參選提名無效。 港區全國人大常委譚耀宗周一出發往北京開會前主動表示，留意到民主派不斷干擾立法會正常運作，並引用民調稱他們「不適合作為立法會議員」。

### 美国再制裁中港官员
美國財政部宣布制裁4名被指“涉及在香港壓制異見的人”，包括香港警務處國家安全處高級警司李桂華、警務處副處長劉賜蕙、國安公署副署長李江舟、國務院港澳辦副主任鄧中華。中国外交部發言人汪文斌對此堅決反對，強烈譴責，敦促美方立即停止插手香港事務，立即撤銷制裁。香港特区政府表示，反對美方對四名官員的制裁行動，形容為「卑劣行徑」。

### 香港暫停與多国移交逃犯及刑事司法互助協定
香港特区政府宣布已根據中央政府指示，分別通知荷蘭及愛爾蘭駐港總領事館，暫停履行香港與兩國之間的移交逃犯協定及刑事司法協助協定。政府發言人稱，在荷蘭和愛爾蘭自身都訂立了相關法律下，卻以《港區國安法》為藉口，單方面暫停履行與香港簽訂的移交逃犯協定。港府對兩國有關做法表示堅決反對，形容兩國將司法合作政治化，損害了香港與兩國之間開展司法合作的基礎。政府亦分別向法國、德國、芬蘭領事館發出通知，擱置與法國的移交逃犯協定，暫停履行與德國、芬蘭的移交逃犯協定，以及暫停履行香港與上述三國的刑事司法協助協定。

## 11日

### 人大頒議員資格決定 4名立法會議員即時喪失議員資格

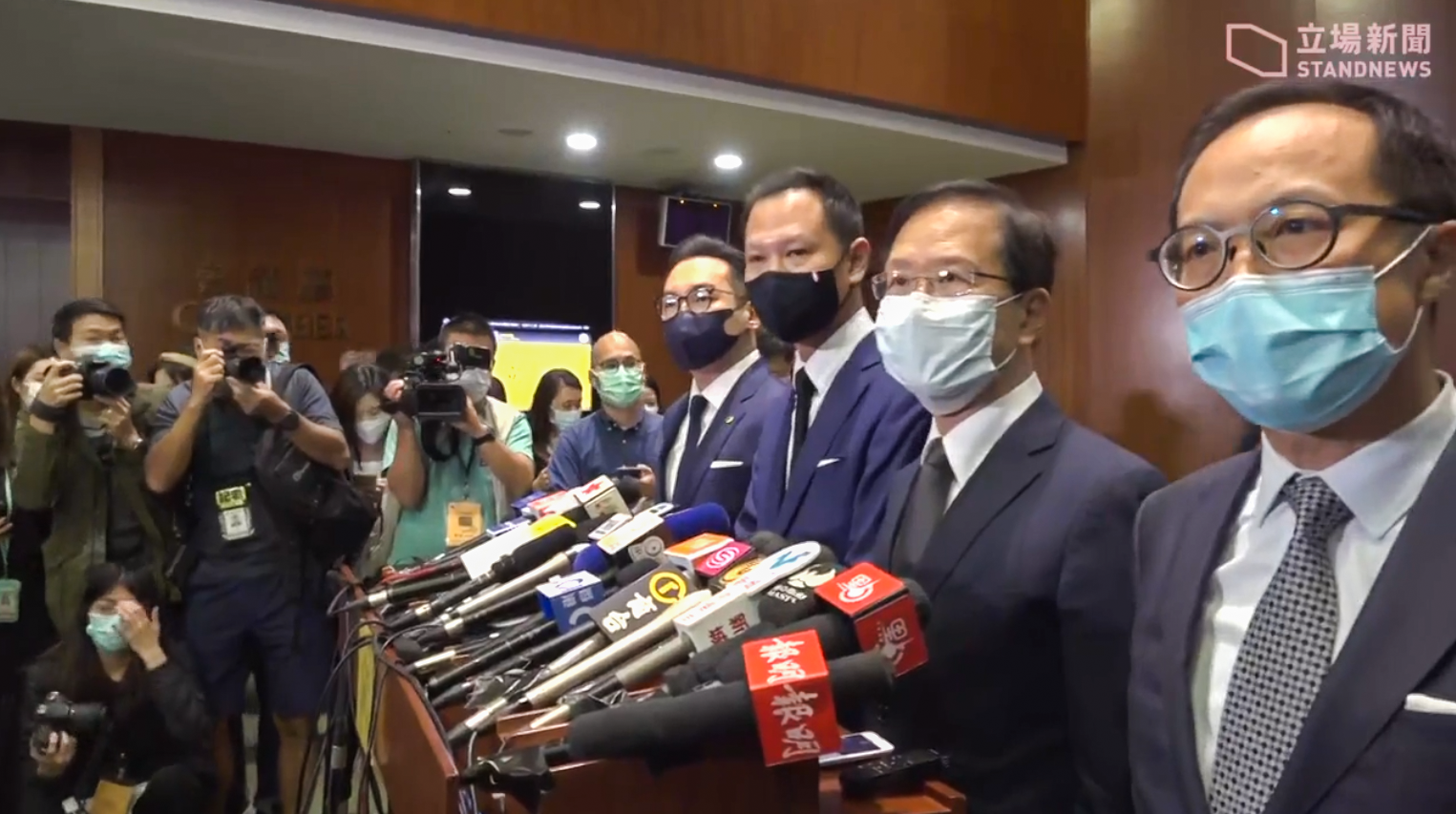
2020年11月11日，全國人大常委會會議通過關於香港立法會議員資格問題的決定，港府隨後宣布楊岳橋、郭榮鏗、郭家麒和梁繼昌即時喪失議員資格

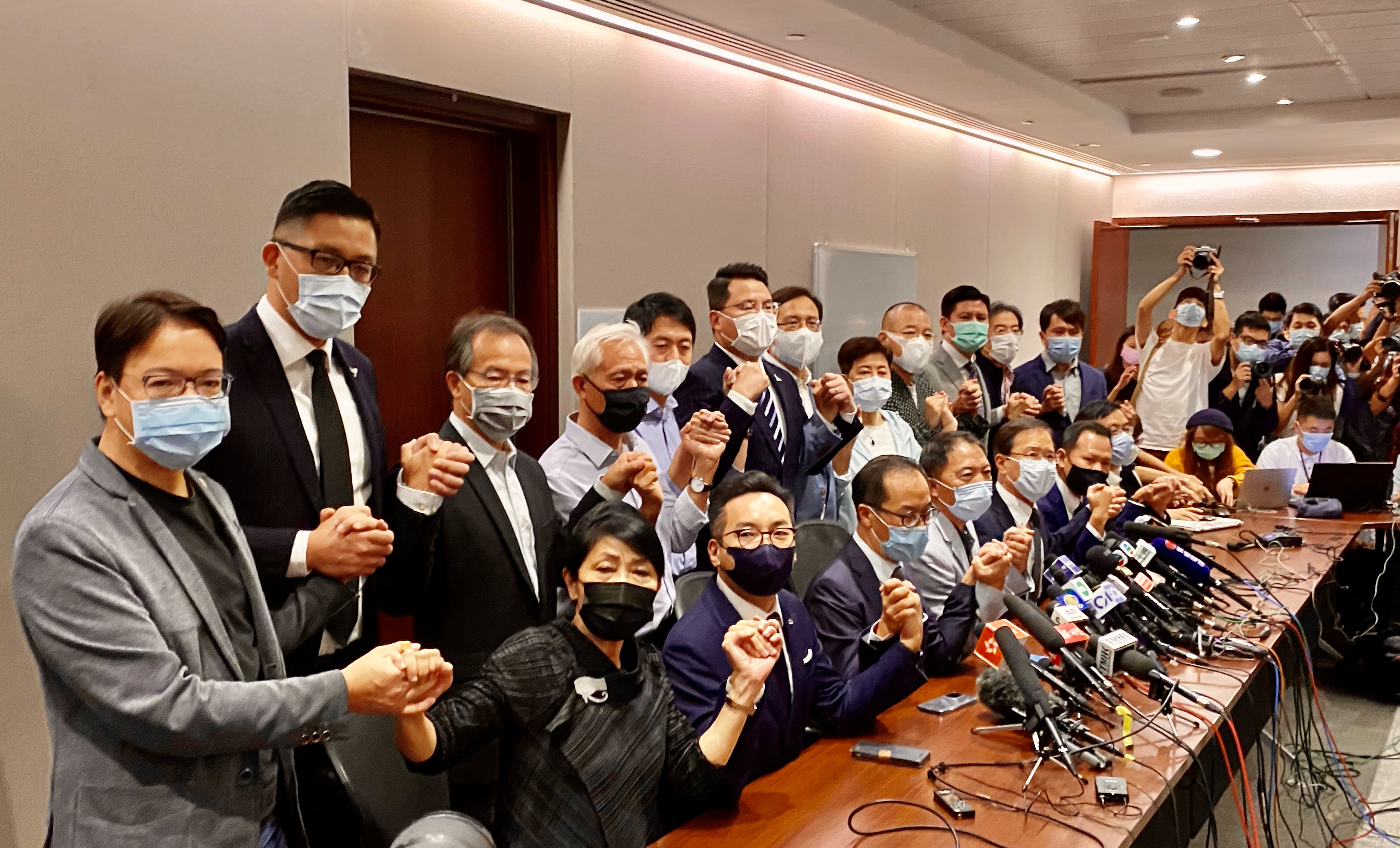
2020年11月11日，19名香港民主派立法会议员宣布集体总辞，对中国全国人大常委会通过，有关褫夺4名民主派议员的决定，表达强烈抗议

第十三届全国人民代表大会常务委员会第二十三次会议于2020年11月11日通过《全国人民代表大会常务委员会关于香港特别行政区立法会议员资格问题的决定》，明确香港特别行政区立法会议员，因宣扬或者支持“港独”主张、拒绝承认国家对香港拥有并行使主权、寻求外国或者境外势力干预香港特别行政区事务，或者具有其他危害国家安全等行为，不符合拥护中华人民共和国香港特别行政区基本法、效忠中华人民共和国香港特别行政区的法定要求和条件，一经依法认定，即时丧失立法会议员的资格。香港特别行政区政府随后通告，楊岳橋、郭榮鏗、郭家麒、梁繼昌喪失香港立法會議員資格，并將全國人大常委會的決定刊憲。楊岳橋表示，他未來會繼續誠心在崗位上為香港盡力，認為未來香港仍充滿盼望。

### 泛民宣布總辭 鄭松泰陳沛然留任
下午，其餘15名民主派宣布於11月12日總辭，只有熱血公民鄭松泰和醫學界陳沛然表明會留任，令議會建制派佔絕大多數。民主派召集人、民主黨主席胡志偉批評DQ議員的做法「極其荒謬」，表示一國兩制正式「宣告死亡」。中聯辦嚴正讉責立法會15名民主派議員是政治攬炒，注定只是斷送自己政治前途，不會影響香港一國兩制前進的步伐，他們必然被體制所拋棄。

### 中大保衛戰一周年展覽

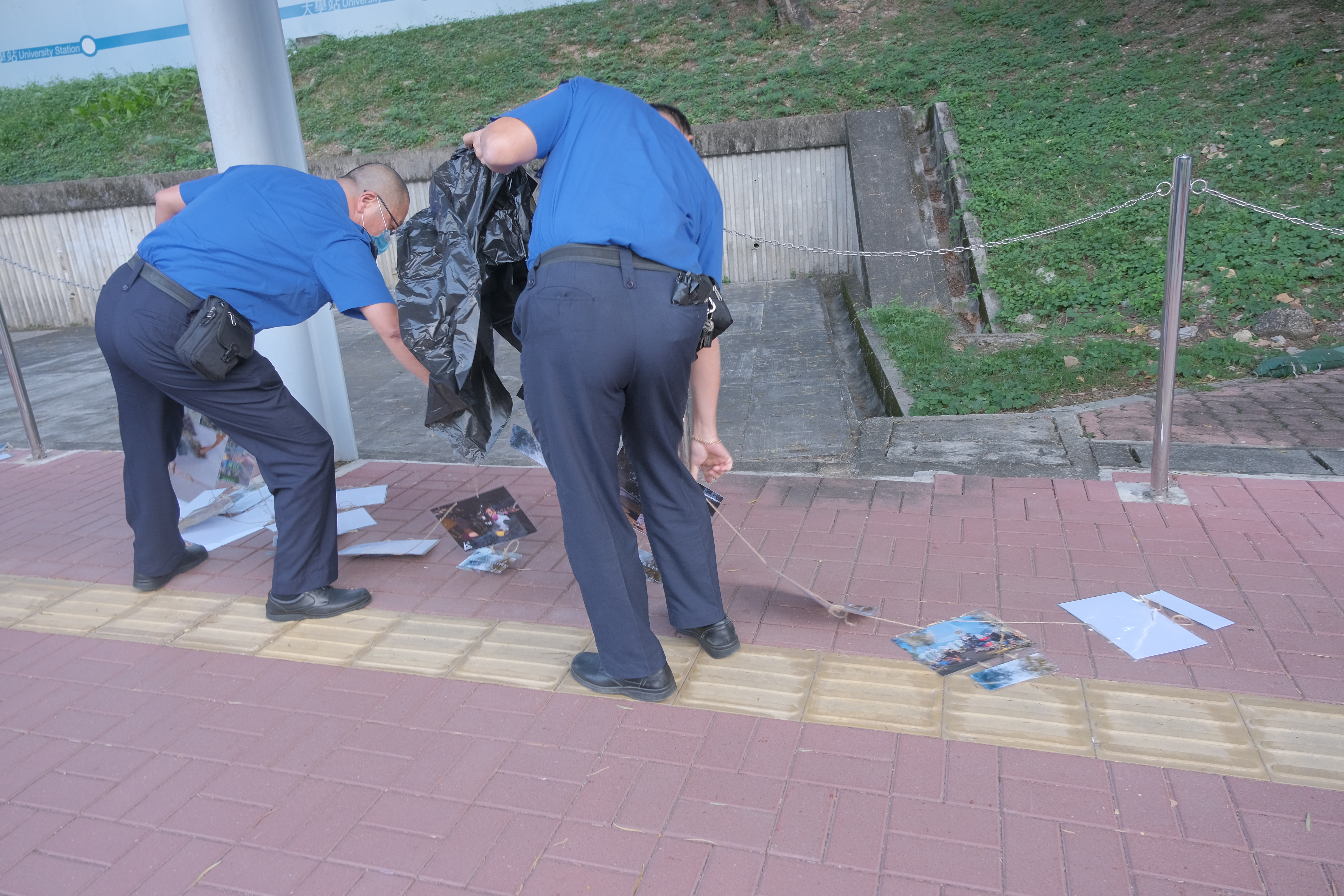
下午，保安清除在正門往巴士站的位置的展品

香港中文大學學生會發起在百萬大道旁的文化廣場舉辦「中大保衛戰」一周年展覽。因校方早前施壓，為了讓展覽能夠如期進行，學生會無奈地在部分展版中遮蓋了敏感字句，例如「光復香港，時代革命」口號。而校方表示展覽對當日的事件作出偏頗的描述，表示極度遺憾。同時指大學有責任配合執法人員根據法例，進入校園調查和採取行動。中大學生會臨時行政委員會主席區倬僖對校方的反應感到意外，質疑校方有施壓。認為展覽目的是傳承歷史。展覽也吸引不少中大師生和公眾人士前來參觀。
另外，有學生在正門往巴士站的位置擺放展覽照片，一度被保安以不屬學生會管理範圍而阻撓。不過保安在下午清除展品。而「Lunch 哥」中學生David被校園保安認出，而不獲准許進入校園內，有中大學生更激動要求「Lunch 哥」離開。他其後報警求助，指自己被中大保安「非法禁錮」，要求警方到場。校園保安用錄影機拍攝記者及在場學生。警員到場後，向「Lunch 哥」解釋校方有權禁止校外人進入校園，最後David自行離去。

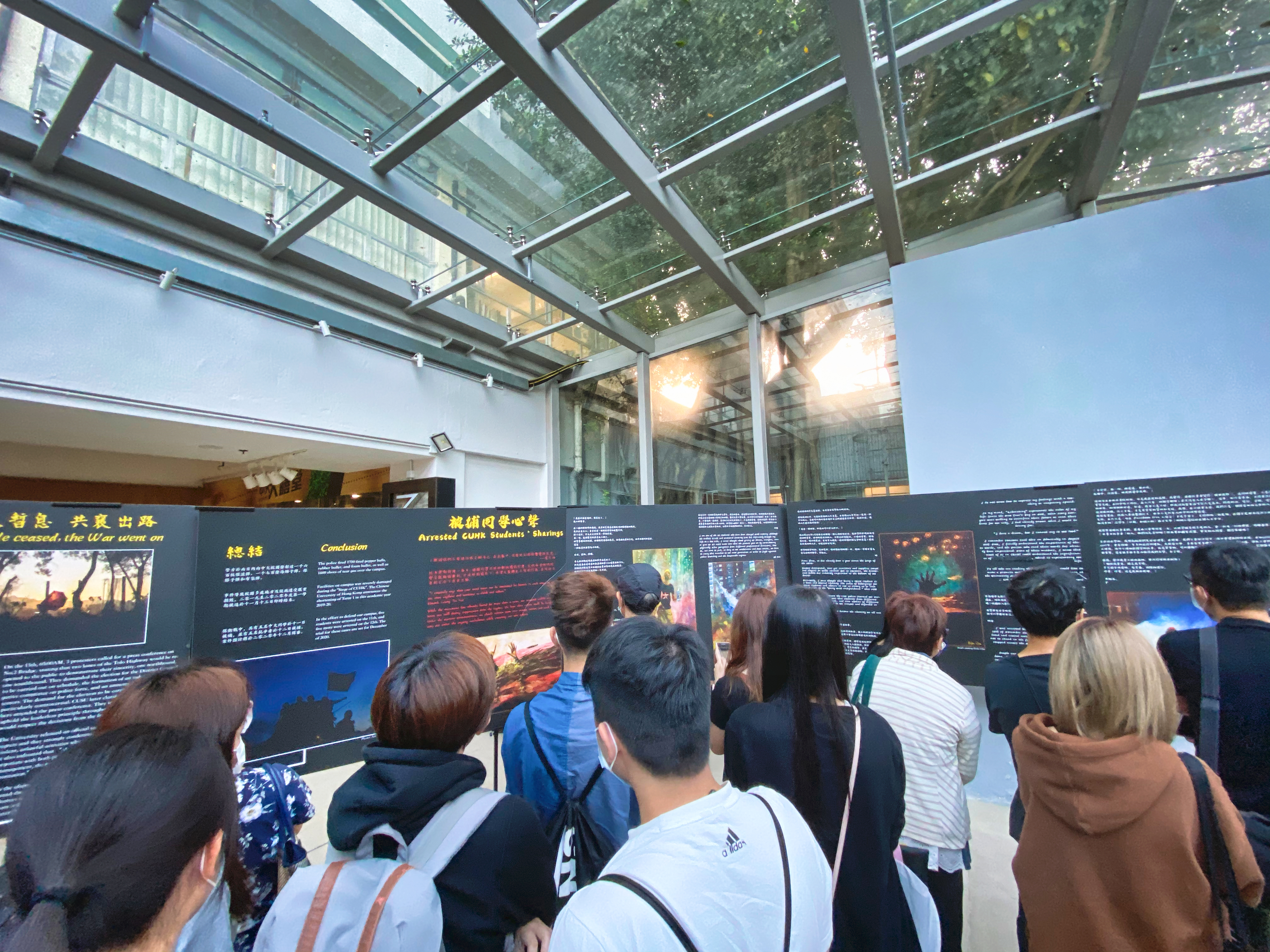
中大保衛戰一周年展覽吸引不少中大師生和公眾人士前來參觀
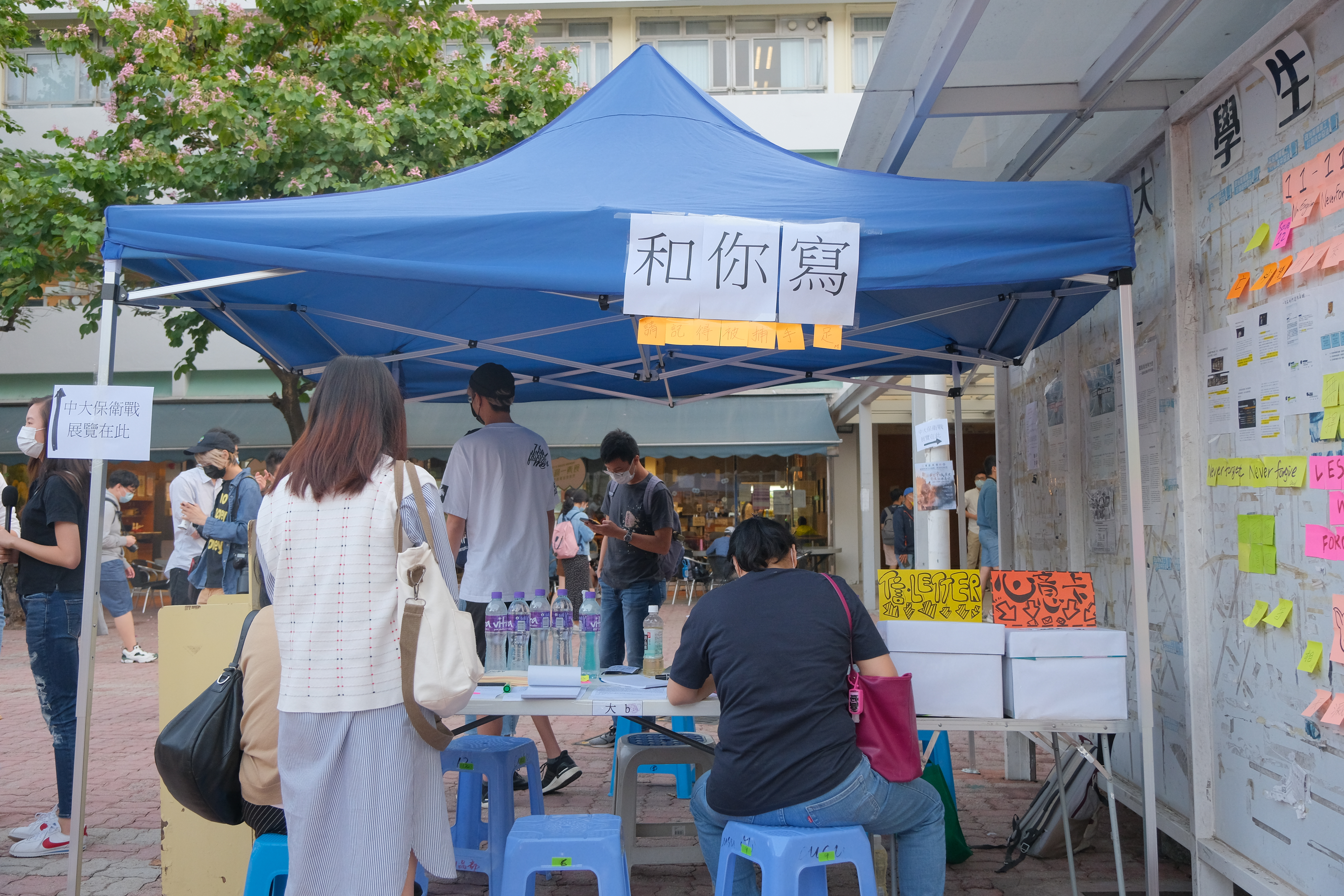
展覽旁設「和你寫」街站，讓學生寫下想對被捕手足想說的話
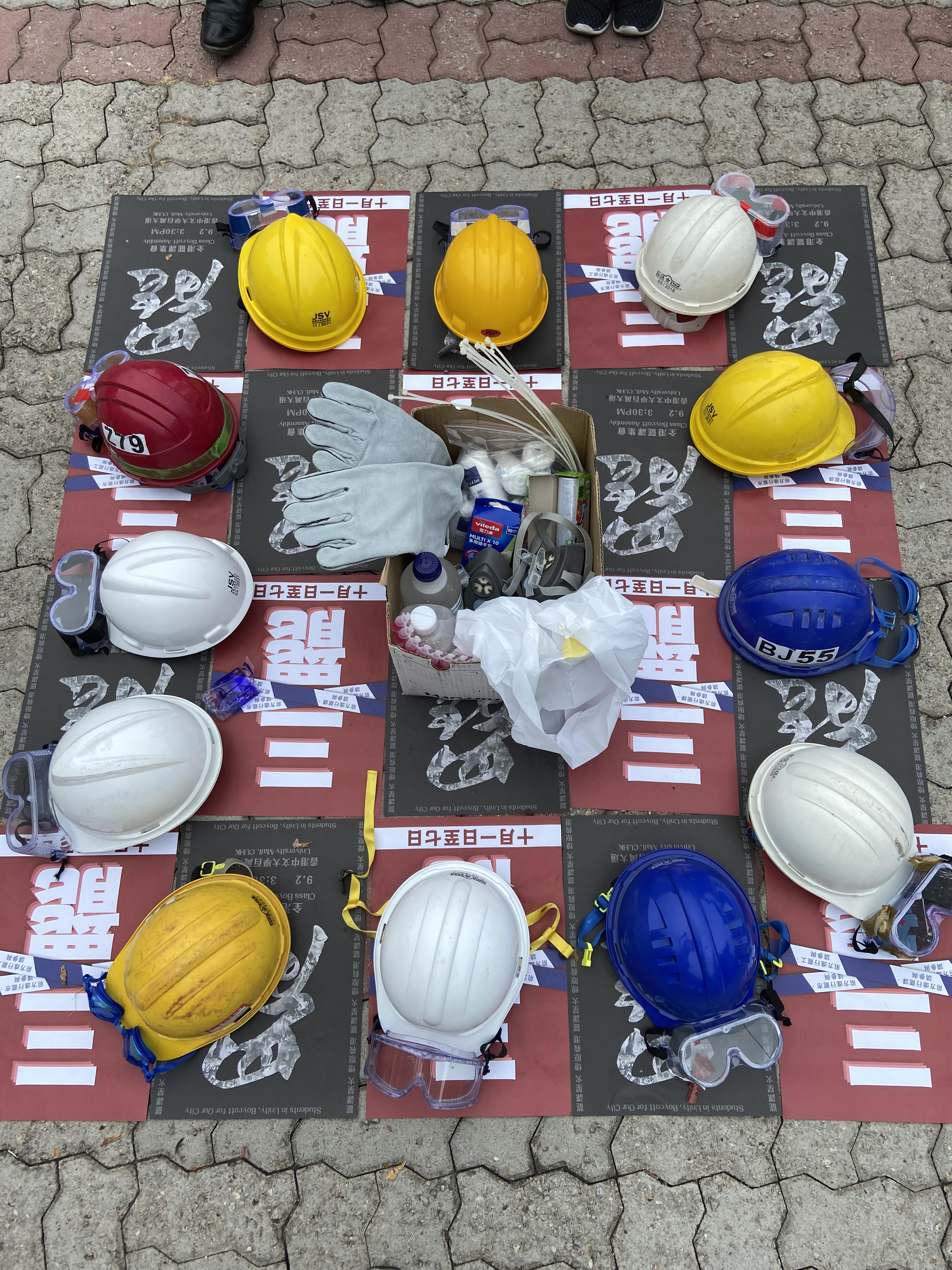
展覽擺放了示威者當時使用的工具
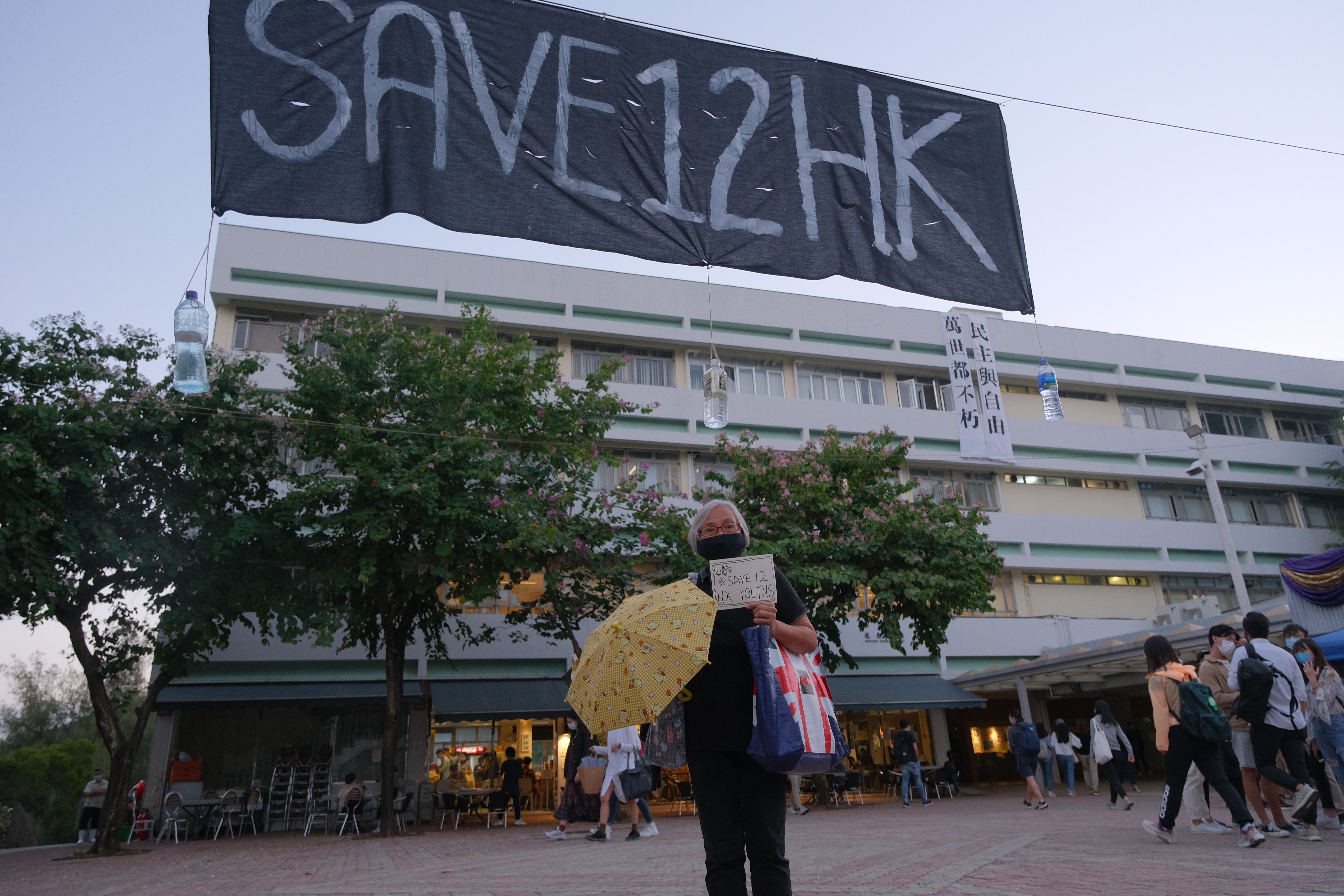
王鳳瑤手持黃雨傘和高舉保護12港人的標語

### 築燈鏈 照中大

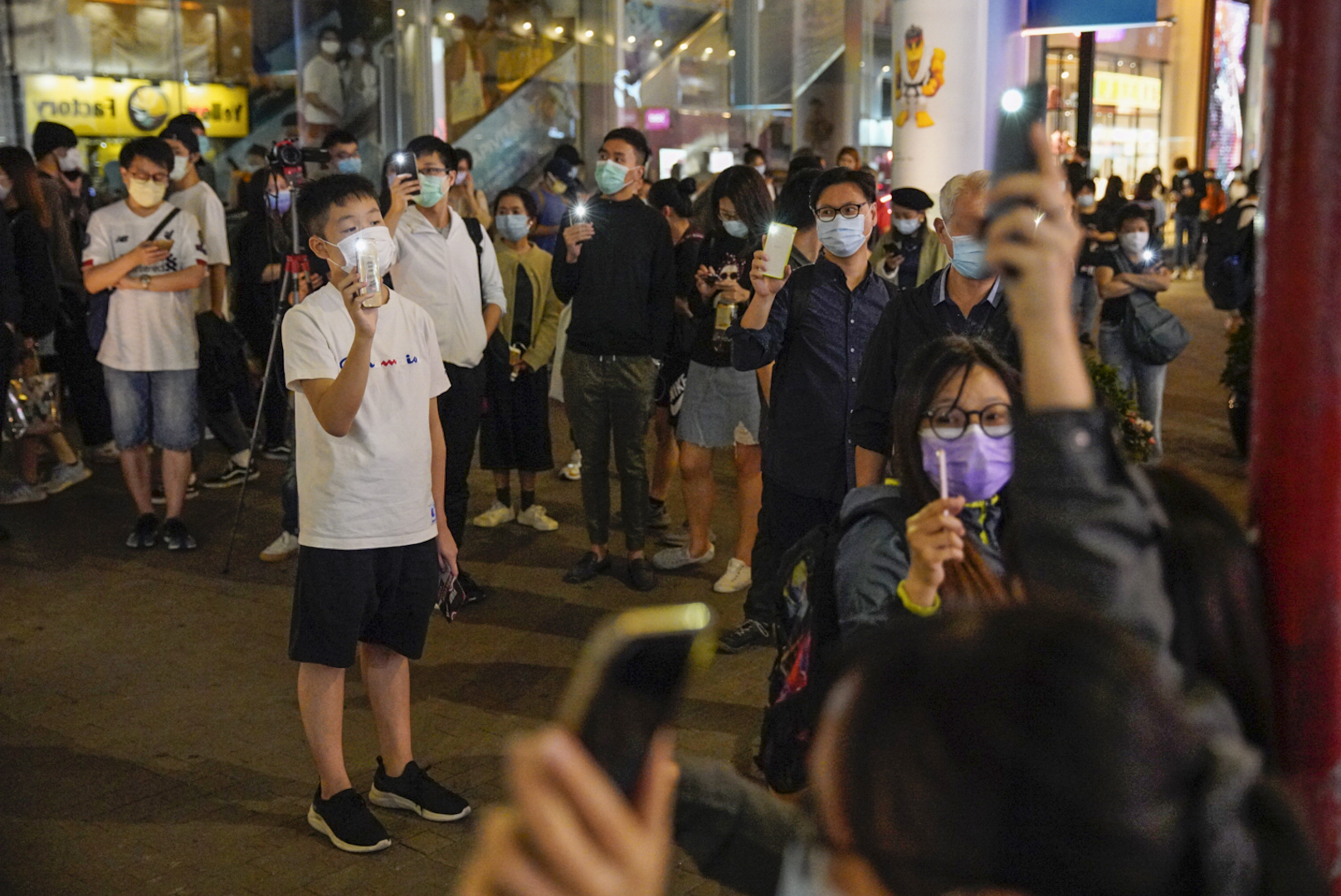
旺角砵蘭街朗豪坊外，逾20名市民舉燈，紀念中大保衞戰一周年

網民發起晚上在沙田和旺角區舉行「築燈鏈 照中大」活動。在旺角砵蘭街朗豪坊外，有市民舉燈同合唱《願榮光歸香港》，到晚上近8時，有10多名軍裝警員一度到場，警告在場人士違反「限聚令」，並拉起橙帶及截查市民。到8時半有人大叫一聲「光時」口號後，警員隨即折返到朗豪坊外駐守。警員指王婆婆影響公共秩序，要求她收起展示的物品。同一時間要求記者退後。最後王婆婆離開警方封鎖線，警員在晚上近10時陸續離開。而沙田大會堂百步梯在晚上7時半有數名市民亦亮起手機燈光，王婆婆也一度到場。到10分鐘後，約10名軍裝警員到場，查看在場記者的記者證，之後在廣場一帶戒備，到晚上近8時45分才離開。

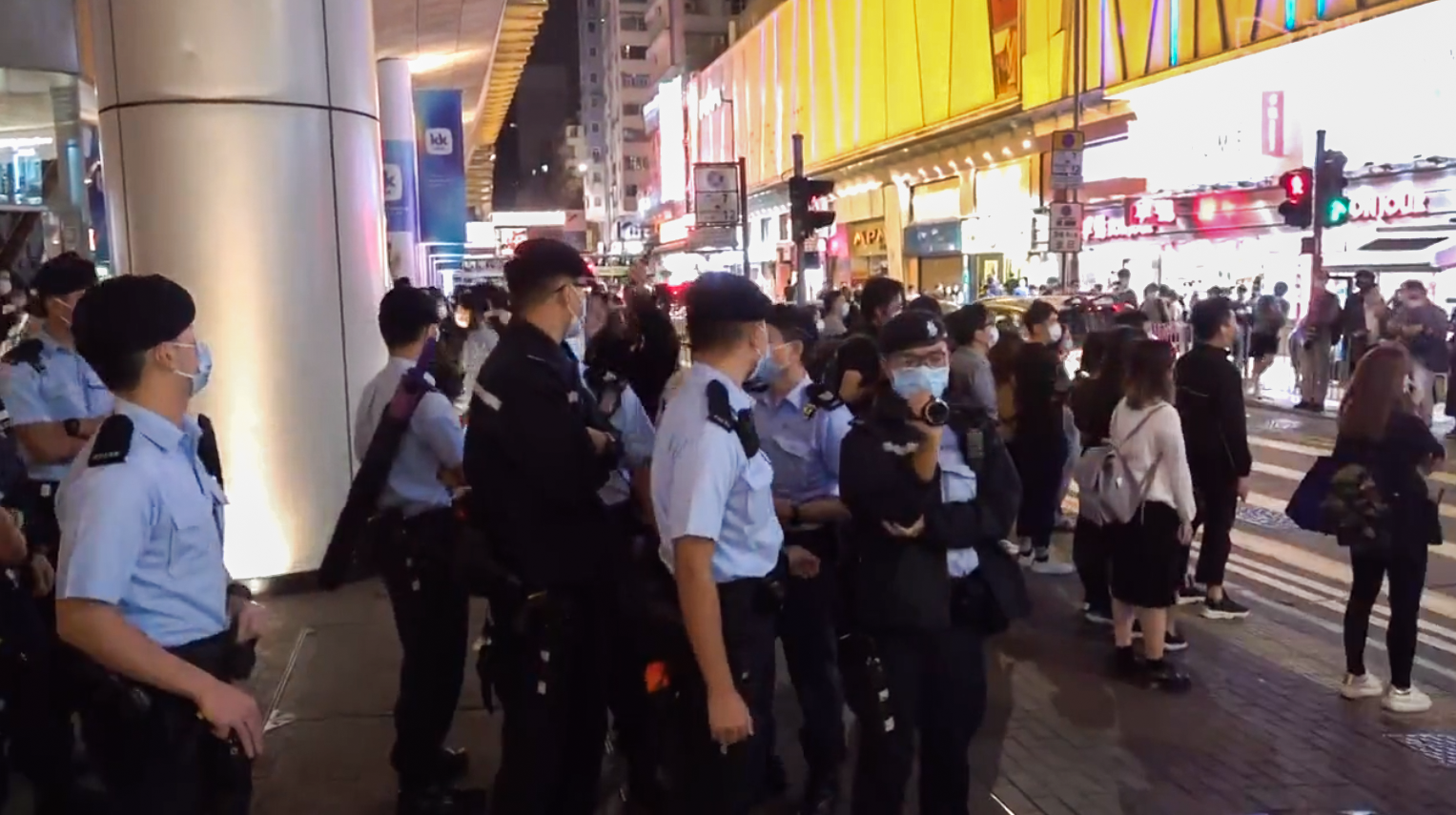
晚上近8時，有10多名軍裝警員到場
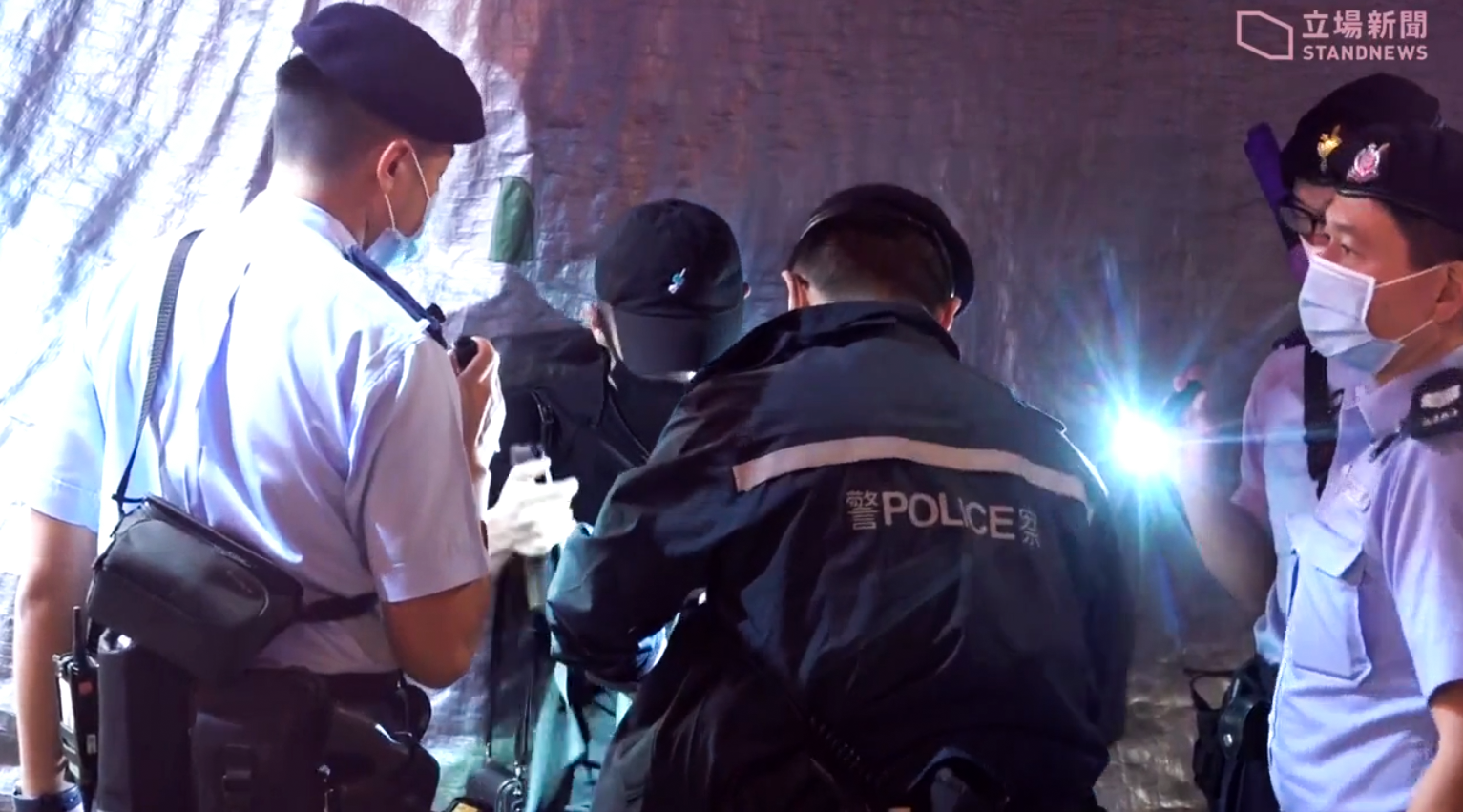
警員截查市民物品
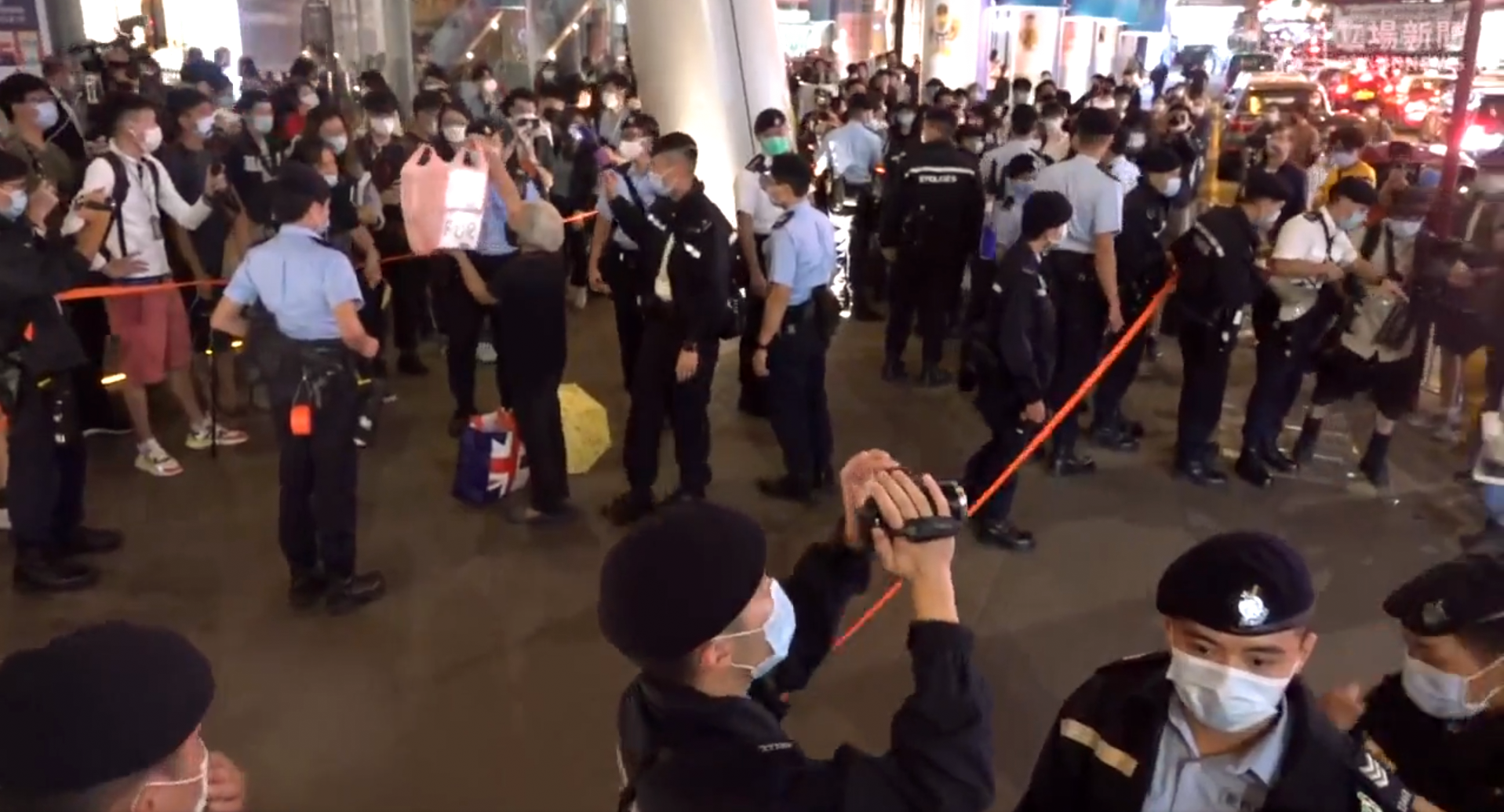
警員指王婆婆影響公共秩序，要求她收起展示的物品

## 12日

### 余茂春接受自由亞洲電台專訪
美国国务卿蓬佩奥的首席中国政策规划顾问余茂春12日在接受自由亚洲电台中文部专访时表示，中共在香港实施国安法已使美国认识到香港的一国两制是名存实亡了，又認為香港民主派议员决定集体辞职是中共扼杀香港自治的又一个具体例子，香港问题反应的是中国和整个世界之间的对立，是中共背弃了对全世界的承诺，香港是中国政府政策的牺牲品。
余茂春又表示，不管谁入主白宫或特朗普总统继续留任，他们对香港政策的基本点不会有任何实质改变。

## 13日

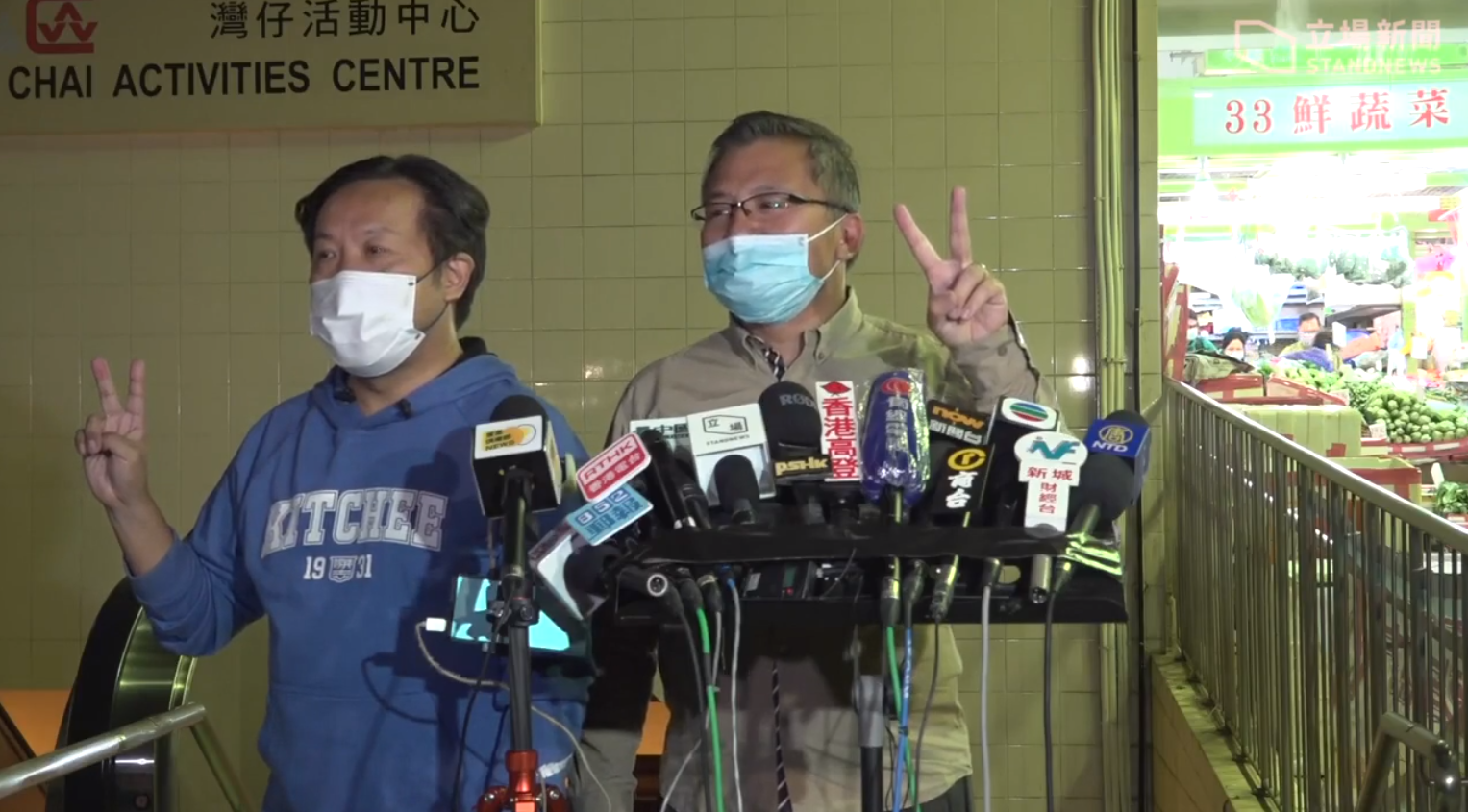
記協副主席陳朗昇（右）就申請遊行提出上訴後見記者

### 加拿大放寬港青移民
加拿大政府因應《港區國安法》實施，宣布多項便利港人移居加拿大的措施，包括為近5年專上學院畢業的香港青年人提供為期3年的open work permit工作簽證，並表示申請人在加拿大有最少1年工作經驗、符合語言和教育要求，或於加拿大專上教育機構畢業，可直接申請永久居留，有關措施將於明年落實。

### 聲援蔡玉玲遊行擬採「實名制」 張建宗未豁免限聚取消
香港記者協會申請在11月15日遊行，聲援香港電台《鏗鏘集》編導蔡玉玲因涉嫌查冊時作出虛假陳述而被檢控。遊行計劃在上午10時半至下午2時半，由灣仔港灣道花園集合，往灣仔警察總部和行政長官辦公室，最後到律政中心。記協為遊行提項措施，包括遊行只容許1000人參加，並僅限記協會員、新聞界、大專新聞系師生參加，謝絕公眾參與。而參加的遊行的人士需要量都體溫、填健康申報表和影大合照，以便追蹤其密切接觸者。而警方獲有條件批准遊行，但需要「實名制」。到深夜11時53分，政務司長辦公室表示現時疫情嚴峻，拒絕批准遊行。記協對此表示極度失望，無奈取消遊行。

### 劉曉明批郭榮鏗與一國兩制為敵
中國駐英大使館網站14日發布消息稱，劉曉明13日會見英國外交發展部常務次官巴頓，已駁回英方的無端指責。劉曉明還稱，郭榮鏗等香港個別立法會議員破壞立法會運作，甚至拒絕承認國家對香港行使主權，與「一國兩制」和基本法為敵，依法宣布其喪失議員資格是完全正當的，也是非常必要的。

## 14日

### 第二代「美國隊長」發起商場「和你sing」 遭警員截查

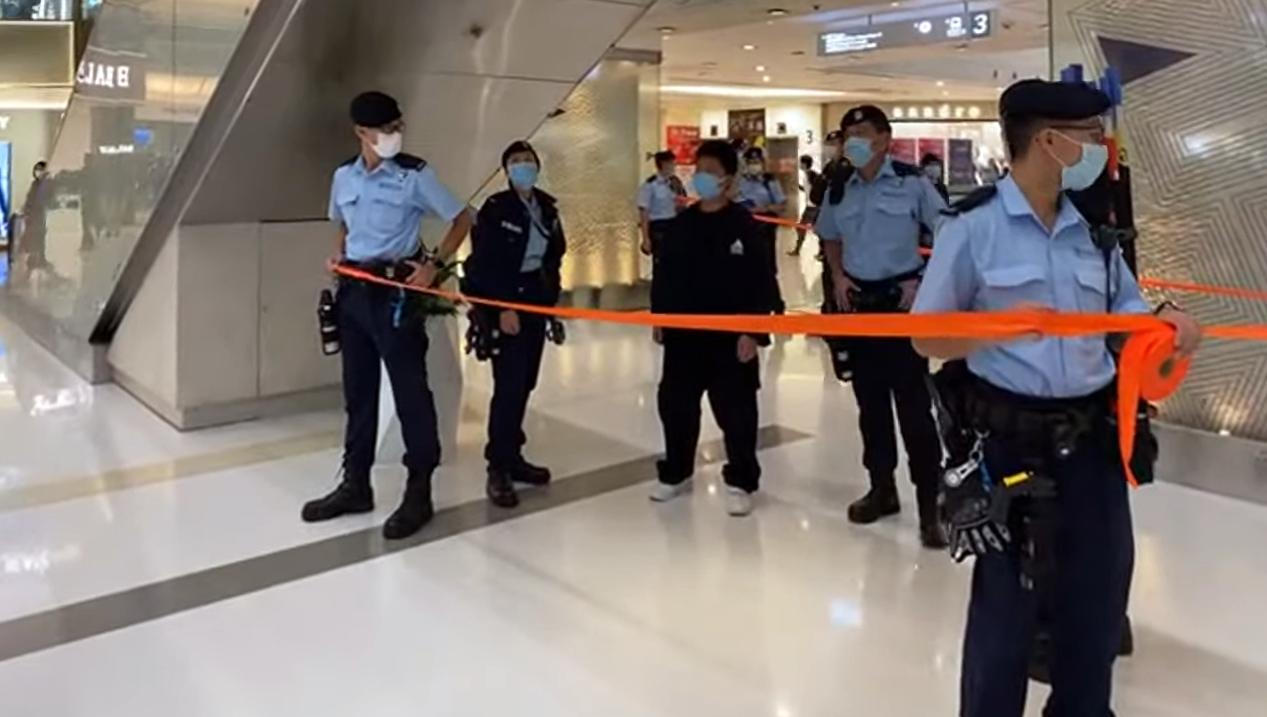
警員在新城市廣場拉起封鎖線截查第二代「美國隊長」

30歲的第二代「美國隊長」發起在全港多個商場「和你sing」，多區均有警員戒備。而他傍晚到沙田新城市廣場高喊「香港獨立 唯一出路」和高唱《願榮光歸香港》。商場保安派發警告信後，數名機動部隊警員到場進行截查後獲得放行，警員離去。

### 鄭若驊發表網誌
律政司司長鄭若驊發表網誌，她表示全國人大常委會就立法會議員資格問題作出的決定，具備了穩固的法律基礎。又指若然不是今年出現押後選舉的特殊情況，四名議員已經在原定立法會選舉被裁定提名無效，根本不能參加原定的立法會選舉，更談不上出任立法會議員，特區政府面對這個特殊的憲制秩序的問題，故此向中央提出請求，提請全國人大常委會作出決定。

## 16日

### 周梓樂死因研訊展開

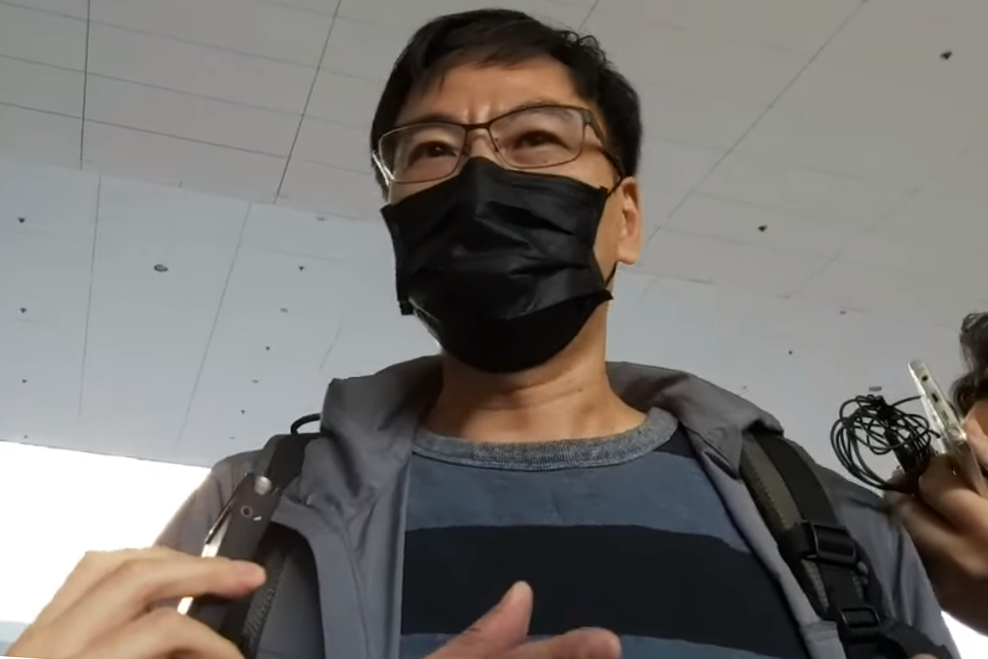
周梓樂父親周德明見傳媒，呼籲街坊提供梓樂墮樓資料

周梓樂死因研訊展開，預計審期為時25日。其父親呼籲目擊事件的市民提供資料，盡量還原真相，讓兒子安息。他作供時表示，事發當晚兒子出門時曾提醒他「出去小心些」，不過兒子沒有回應，兒子以WhatsApp提醒爸爸警方施放催淚彈要關窗後，再沒有對話。

### 捷克外交部關注立法會議員被DQ事件
捷克外交部發表聲明，指責中國通過《關於香港特區立法會議員資格問題的決定》並取消4名議員資格。
17日，中國駐捷克大使館發言人發表談話回應捷克有關聲明。發言人指出，公職人員宣誓效忠國家制度是國際通例。捷克憲法第23條即明確規定，捷克眾議員和參議員宣誓效忠捷克共和國，宣誓維護捷克共和國憲法和法律。包括捷克在內，沒有任何一個國家會對包括議員在內的公職人員違背誓言、背叛國家的行徑視而不見。又強調香港是中國的特別行政區，香港特區立法會議員資格問題純屬中國內政，任何外部勢力都無權干涉。

## 17日

### 《香港基本法》頒布30週年法律高峰论坛

#### 张晓明就四名香港立法會民主派議員被撤銷資格一事发表评论
11月17日，國務院港澳事務辦公室常務副主任張曉明以视频形式，在香港律政司主辦的《香港基本法》頒布30週年法律高峰论坛上致辭时，就四名香港立法會民主派議員被撤銷資格一事发表评论。張曉明稱，這項決定代表著「反中亂港者出局已成為法律規範」，他還表示港人該認識到“中国共产党领导下的中国特色社会主义制度是香港资本主义制度长期不变的依托和保障”。有評論人士认为，張曉明的說法主要還是沒有內涵的政治口號，但還是反映著「『一國』凌駕『兩制』」的政局現實。

#### 港澳办前副主任指香港宪制已变
中国国务院港澳办原副主任馮巍表示，香港主权转移后，虽然香港”50年不变“指的是社会管理制度和生活方式不变，但宪政体制已发生变化，并指香港宪政发展正处于中国国父孙中山所述的训政期。香港社会对此认识不足，北京及特区政府需要对市民进行这方面的解读，争取达成社会共识。

#### 喬曉陽：中央有責保港繁榮穩定
全國人大法律工作委員會前主任委員、基本法委員會前主任喬曉陽在香港律政司主辦的《香港基本法》頒布30週年法律高峰论坛上致辭時表示，《基本法》是授權法，香港的制度設計中有法律橋樑，正是此授權，香港的高度自治權來自中央授權，行政、司法、立法等因而沒有對抗性。對於全國人大常委會制定《港區國安法》，喬曉陽指，這是因為去年反修例事件造成香港長期亂局，突破了「一國兩制」的底線，「忍無可忍了」，認為中央再忍下去會犯歷史性錯誤，所以出手是責任所在，是為了維護一國兩制根本的應有之義。

#### 林鄭月娥：只要認真學習鄧小平講話　任何批評都不攻自破
特首林鄭月娥致歡迎辭期間，主動談及人大常委會上周對立法會議員資格所作的決定，指人大決定符合國家憲法和《基本法》規定，不容外國政府或政治組織抹黑詆毀。她又引述已故國家領導人鄧小平的言論，指「不要以為香港的事務全部由香港來管，中央一點都不管，就萬事大吉」，認為中央確實不干預特區具體事務，但特區也可能發生危害國家利益、香港自身利益的事情，保持中央某些權力，對香港有利無害；另外，「港人治港」也有界線標準，必須以愛國者為主體。

#### 譚惠珠：不認為香港有「司法獨大」
基本法委員會副主任譚惠珠指，香港的制度從未採用任何外國三權分立的模式，或內地人民代表大會的模式為藍本，而是從香港實際情況出發，所以不能將「三權分立」扣在香港的架構之上。關於三權分立及「司法獨大」的爭議，譚惠珠稱不認為香港出現了「司法獨大」，指司法獨立所指的是審判獨立。至於「司法至上」的問題，譚惠珠指，這代表香港在高度自治範圍內的決定沒人能挑戰，但在有關中央與地方關係的情況下，人大有解釋權及決定權。

#### 梁愛詩：香港行「三權分治」很清楚
基本法委員會前副主任、前律政司司長梁愛詩認為「三權分立」本來有很多不同解釋，英美所言亦有不同，所以最重要是看《基本法》如何寫。並解釋，《基本法》將制定政策的權交給行政機關，而財政權及立法權都在立法會手上，不同權在不同機構之中，《基本法》內已清楚寫出來，「三權分治」很清楚。

#### 陳冬：行政、立法、司法機關都必須遵守
中聯辦副主任陳冬致辭時表示，香港是中國的香港，任何對中央全面管治權的挑戰，都是對「一國兩制」憲制秩序衝擊，損害香港高度自治權的根基，強調香港仍未走出新型肺炎的疫情困局下，更要堅定維護以特首為核心的行政主導體制，支持特首施政，避免無謂導致的爭拗和內耗，以免錯失良機。他又指，面對去年反修例風波出現的嚴峻局面，今年中央主動出手，人大常委會連續作出涉港重要決定，是完善「一國兩制」體系，也是「一國兩制」適應香港變化的需要。

#### 張勇：《基本法》構建特區原則　以愛國者治港
基本法委員會副主任張勇表示，特區的憲制基礎由憲法及《基本法》共同構成，中央的全面管治權與香港的高度自治權要有機結合。他又提到，中央擁有監督權，港澳的《基本法》在法律位階圖中在憲法之下，下位法不能違反上位法，而中國的憲法監督制度，由全國人大及其常委會監督憲法和法律的實施，中央的監督權源於憲法，此權不可能交給地方政府。

### 田飞龙批支联会搞「颜色革命」触犯国安法
北京航空航天大学法学院副教授、全国港澳研究会理事田飞龙在《香港商报》撰文，指控香港支联会既违反本地多项法例，也违反国安法。社民连前主席陶君行批评田飞龙此举属「文革式警告」，认为北京的政治红线将来只会越收越窄，未来港人或只能在北京认可的政治框架下讨论中国民主发展，一旦脱离中央政治路线的范围，则被批评为「不爱国」。加拿大温哥华支联会称欲加之罪，何患无辞，在中国打压自由人权之际，温支联将坚守立场，捍卫人权价值观。

## 18日

### 前監警會國際專家Clifford Stott報告在學術網站發表
監警會國際專家組5名前成員之一的Clifford Stott聯同警政學者何家騏等多名學者撰寫的報告，正式在學術網站發表。報告指出警方警務策略多次失敗，引致局勢升級。當中包括6月12日金鐘衝突在中信大廈外使用催淚彈驅散、7月1日佔領立法會事件警員撤退大樓、7月14日大批防暴警員闖入沙田新城市廣場和8月31日太子站襲擊事件，反映警方公然濫用權力。而7月21日元朗襲擊事件正反映警方監督無力。

### Yellow Factory被指挑戰《國安法》而停業
口罩生產商「黃廠」Yellow Factory被親中的《文匯報》、《大公報》指部分口罩設計、包裝和店內裝修企圖延續抗爭思想，荼毒青年，涉嫌違反國安法。報道同時引述民建聯立法會議員葛珮帆的說法，指Yellow Factory店舖裝修煽動「港獨」，而「康復香港，時代抗疫」亦視為「充滿暗示性」，涉嫌煽動「港獨」。而Yellow Factory在facebook表示無意觸犯國安法，為了讓員工及顧客着想，銅鑼灣，旺角門市及訂貨網頁暫停營業。

## 19日

### 防暴速龍不展示警員編號　高院裁定違反《人權法》
7名市民和香港記者協會早前入稟防暴警察和速龍小隊不展示警員編號的安排，高等法院法官周家明頒下判辭，指出警方不展示警員編號的做法，違反《人權法》第3條，裁定部分申請人勝訴。警務處長方需支付八成訟費予部分申請人。

### 五眼聯盟嚴重關注立法會議員被DQ事件
美國國務卿蓬佩奧聯同加拿大、澳洲、新西蘭和英國的外長發表聯合聲明，重申表達嚴重關注人大DQ立法會議員事件。聲明批評自實施《港區國安法》、政府延遲原定今年9月舉行的立法會選舉後，再進一步削弱香港高度自治和人權自由，呼籲中國停止削弱港人在《中英聯合聲明》和《基本法》下擁有選舉代表的權利，並立即恢復受影響立法會議員的資格。
中華人民共和國外交部發言人趙立堅在記者會回應事件表示，有關的國家違反了國際法和國際關係基本準則，表示強烈不滿、堅決反對。並稱「不管他們長五隻眼、十隻眼，只要膽敢傷害中國的主權、安全、發展利益，小心他們的眼睛被戳瞎。」
外交部駐港公署批評該聲明無端詆毀人大決定，污名抹黑中央對港政策，肆意插手香港事務和中國內政，表示強烈不滿和堅決反對並予以譴責。港府發言人晚上發聲明，對「五眼聯盟」作出蔑視事實的指控表示堅決反對及強烈譴責，批評有關評論不負責任達到惡意的程度，公然干預屬於中國內政的香港事務。
中国駐英國大使館發言人當地時間19日回應稱，五眼聯盟公然插手香港事務、干涉中國內政，中方對此表示堅決反對並予以強烈譴責。
中國駐美國大使館發言人21日就「五眼聯盟」國家涉港聲明發表談話，稱美、英、加、澳、新五國的舉動是「妄議」，其言行違反國際法和國際關係基本準則，粗暴干涉香港事務和中國內政，中方對此表示強烈不滿和堅決反對。

### 拉麵黃店「別天神」貨車貼抗爭貼紙 被警方扣留檢驗
拉麵食店「別天神」的車輛在銅鑼灣被交通警以涉違反《道路交通（車輛構造及保養）規例》而被扣留檢驗。而車身貼滿了反送中運動日期的代號和「民主女神」肖像貼紙，被警方認為阻擋乘客車窗的透光度，同時指載貨隔貨網不穩妥。

### 中文大學學生發起校內示威
香港中文大學學生適逢2020年11月19日該校第88屆頒授學士及碩士學位典禮大會舉行日於馬料水香港中文大學舉行的示威活動。示威者先發起由該校的民主女神像步行至百萬大道的遊行，再於大道上集會，高唱《願榮光歸香港》。其中，遊行共約210人參與。遊行結束後，中大校方表示集會及遊行活動涉嫌違反《限聚令》及《公安條例》，校方今早已經報警，並對違法行為予以強烈譴責。而警務處國家安全處已接手處理，並在11月20日派出300名警員走入校園展開調查。

## 20日

### 國安處到中大蒐證

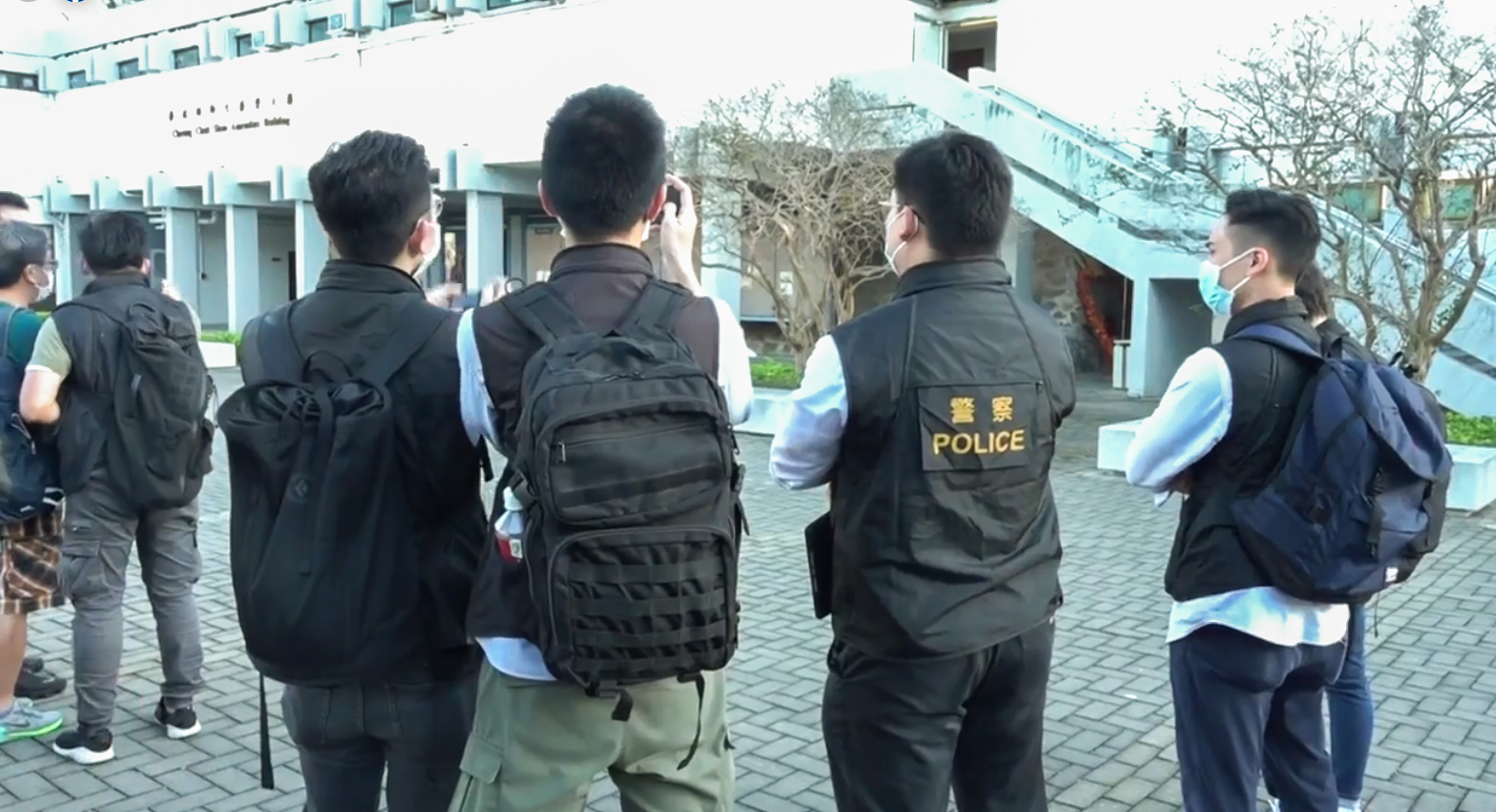
警方國安處人員進入中大校園聯合書院拍攝搜證

下午3時許，警方國安處人員在大學保安人員陪同下，進入中大校園兵分多路進行調查及蒐證，包括30處被刑事毁壞的地點，並拍下多幅外牆及柱位作記錄。期間有一名綠衣男子負責帶路，並手持10多頁的資料，顯示被塗鴉的內容。據中大學生會了解，該人為中大保安組人員。警員也曾進入宿舍範圍調查。行動於傍晚6時結束，暫未有人被捕，國安處會繼續跟進調查。中大學生會幹事會臨時行政委員會主席區倬僖對校方報警處理的手法十分失望，認為會破壞校方與同學之間的互信。而警方的搜查令學生不安。中文大學員工總會、大學及專上院校工會聯盟發出聯署聲明，強烈譴責校方報警的做法，對此深感遺憾，有違教育理念。
中聯辦發言人表示，堅決支持特區政府依法查處在中文大學發生的涉嫌違反《港區國安法》行為，指出畢業典禮是莊嚴神聖時刻，形容昨日遊行為「鬧事」和有粗暴行為。是玷污美麗校園和「嚴重褻瀆了絕大多數畢業生及親友的感情」。

## 21日

### 警方首次引用資助分裂國家拘捕網台主持
網台D100主持人「傑斯」（原名尹耀昇）與妻子曾碧雲及助手，因發起「千個爸媽 台灣助學」眾籌行動，支援反修例運動而到台灣的年輕人，而被警方國家安全處人員拘捕，涉嫌干犯「洗黑錢」罪，尹和利另同涉「以金錢或者其他財物資助他人分裂國家」。是警方首次引用《港區國安法》下的資助分裂國家罪。台灣陸委會斥香港警方「一再操弄惡法，無助香港社會的穩定」。

### 12港人家屬吉澳放氣球 警員指違限聚令

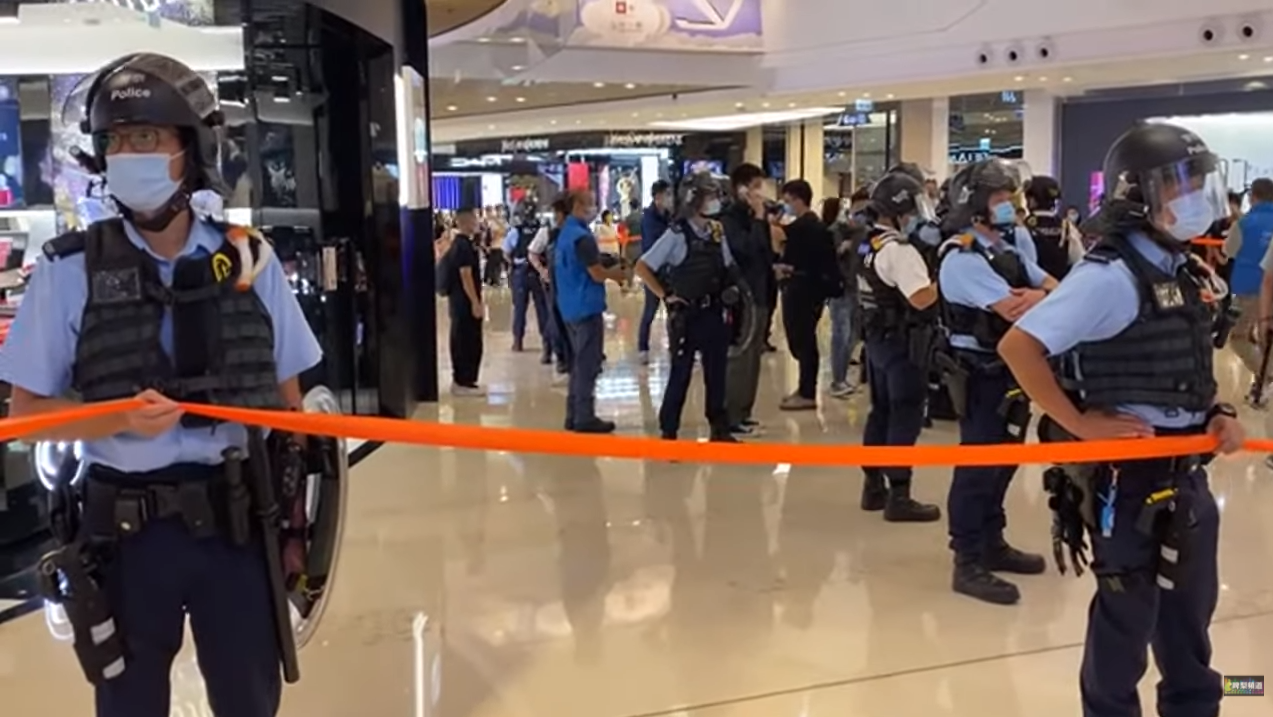
多名警員在元朗YOHO Mall商場拉起封鎖線，截查「美國隊長2.0」，其後要求他離開商場

被捕的12名港人家屬在荃灣區議員岑敖暉及鄒家成等人陪同下，到距離鹽田只有一海之隔的吉澳山頂向看守所方向放氣球，拉起有「SAVE 12」及「回家」的橫額，表達對子女狀況的關注和希望他們早日平安歸來。下午2時許，水警到場指該處有「違反限聚令」案件，記下現場部分人士和兩名記者的個人資料。

### 721事件16個月 警員走入YOHO MALL
11月21日為721事件15個月，大批警員在元朗站和區內重兵佈防。傍晚時份，「美國隊長2.0」再次於YOHO MALL中庭現身，高叫「光復香港 時代革命」及「香港獨立」等口號，並三次唱出《願榮光歸香港》，期間有人在2樓懸掛寫有「721唔見人第16個月」直幅。多名便衣警員分為三隊在周邊舉機拍攝。不足十分鐘，逾30名戴頭盔的軍裝警員分多路走入商場，舉起紫旗並在中庭範圍拉起大範圍封鎖線截查「美國隊長2.0」。他最後到乘搭港鐵離去。而警員大批警員繼續在商場內巡邏，之後一度再舉紫旗。到晚上約7時離開商場。
另外，社工呂智恆於元朗西鐵站連儂牆播放《鏗鏘集：7.21誰主真相》，準備期間有20多名軍裝警員及傳媒聯絡隊到場，警方稱有人投訴他阻街，要求他收拾物件離開。呂智恆其後轉到鳳攸北街休憩處舉行放映會，警員在外圍監察。

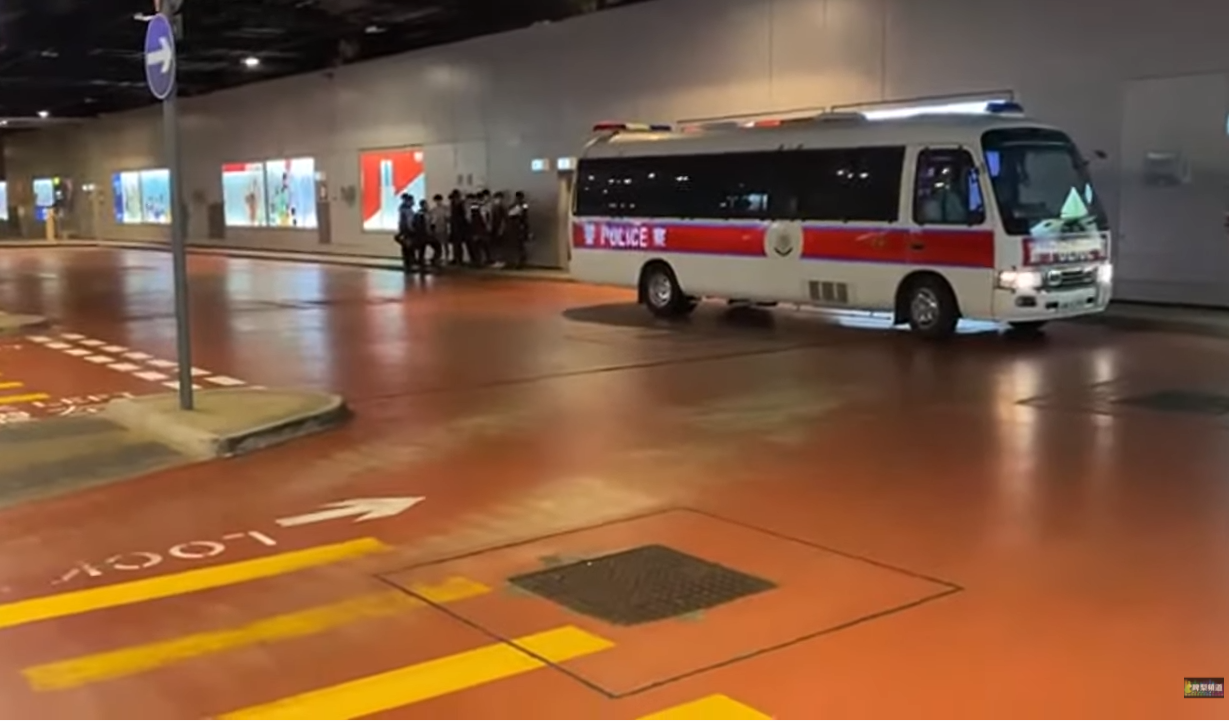
警車在YOHO Mall商場地下巴士站停泊，多名警員截查年輕人
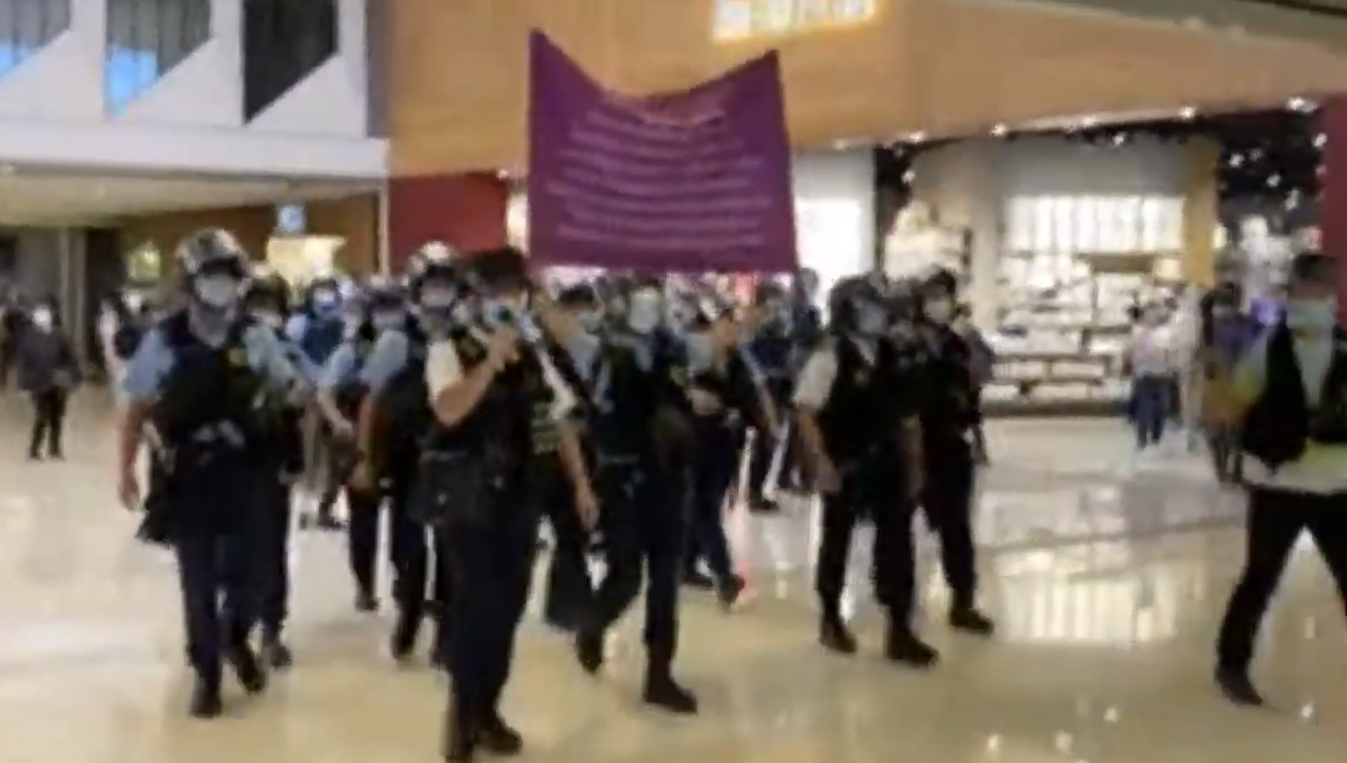
不足十分鐘，逾30名戴頭盔的軍裝警員走入商場，並舉起紫旗，指有人違反國安法
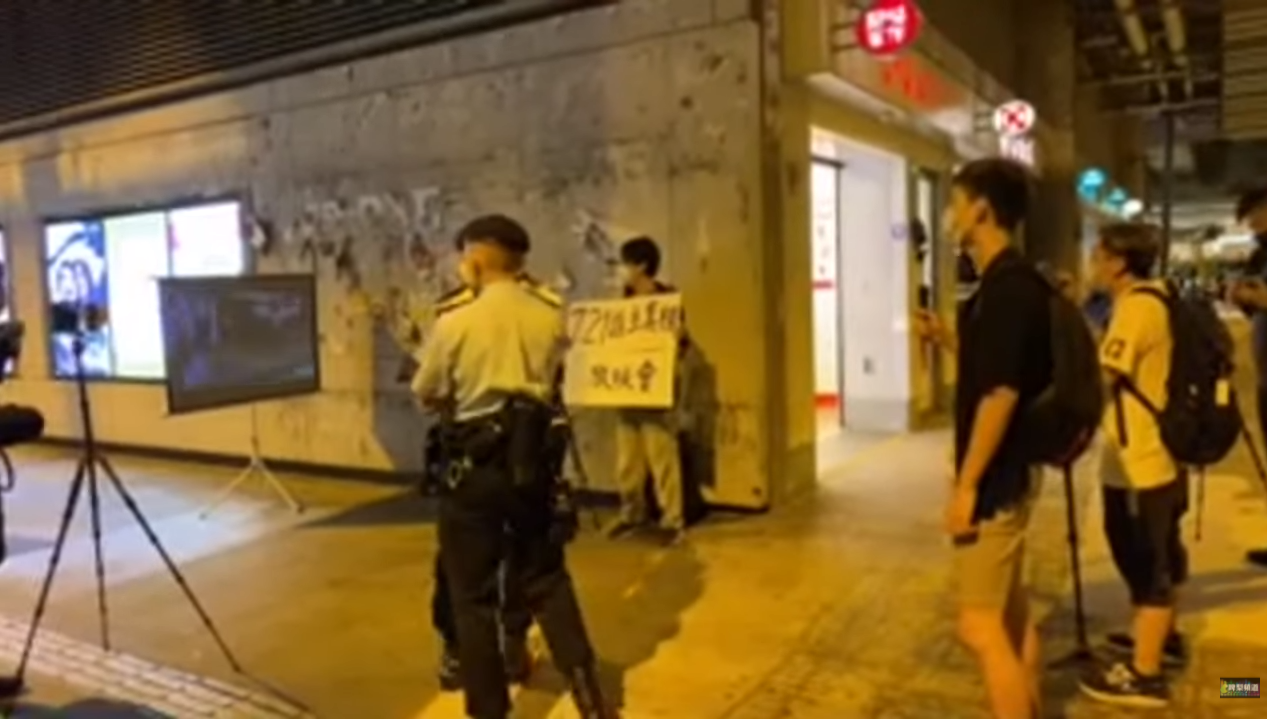
社工呂智恆於西鐵元朗站連儂牆播放《鏗鏘集：7.21誰主真相》，被警員要求收拾物件離開
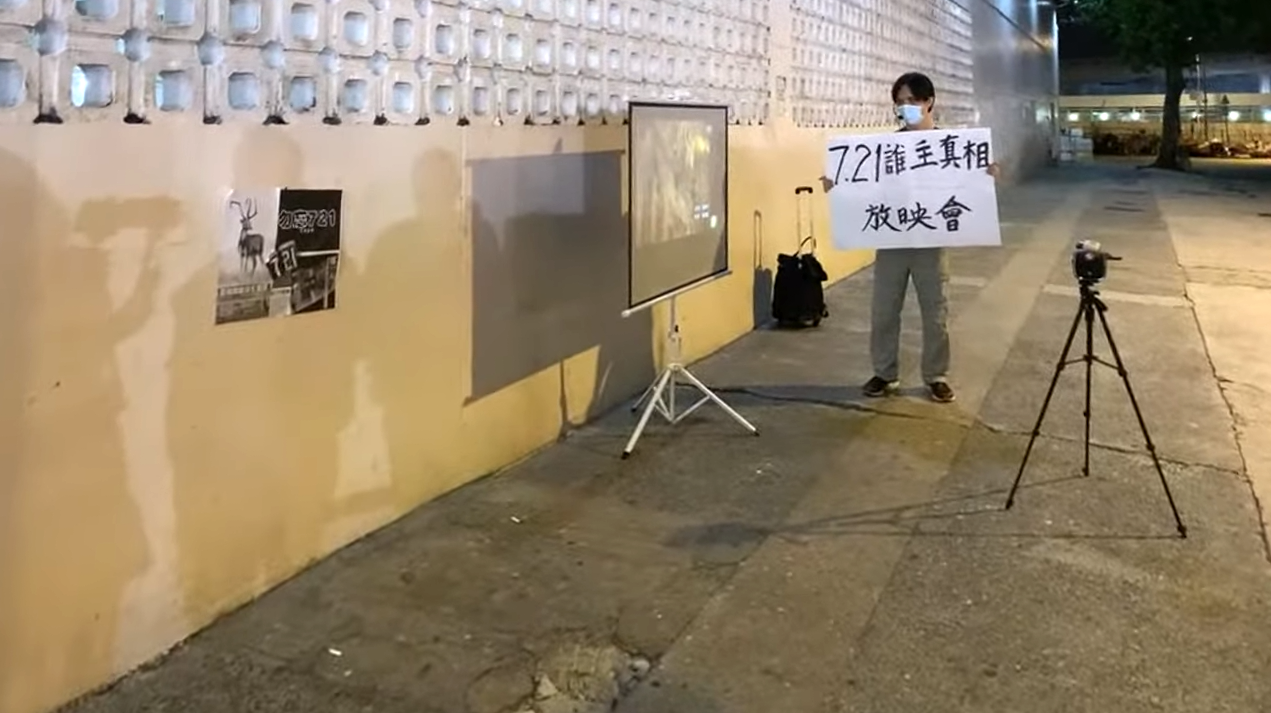
呂智恆其後轉到鳳攸北街休憩處舉行放映會

## 22日

### 美國隊長2.0 再次在Popcorn商場被捕
傍晚，「美國隊長2.0」獨自到將軍澳PopCorn商場中庭高叫口號和唱《願榮光歸香港》，其後大批軍裝警員衝入商場舉起紫旗，拉起封鎖線截查，最後被帶走。警方表示，該名男子涉嫌作出具煽動意圖的行為，違反《刑事罪行條例》第九條被捕。

## 23日

### 「眾志三子」被判收押入監 國際社會譴責

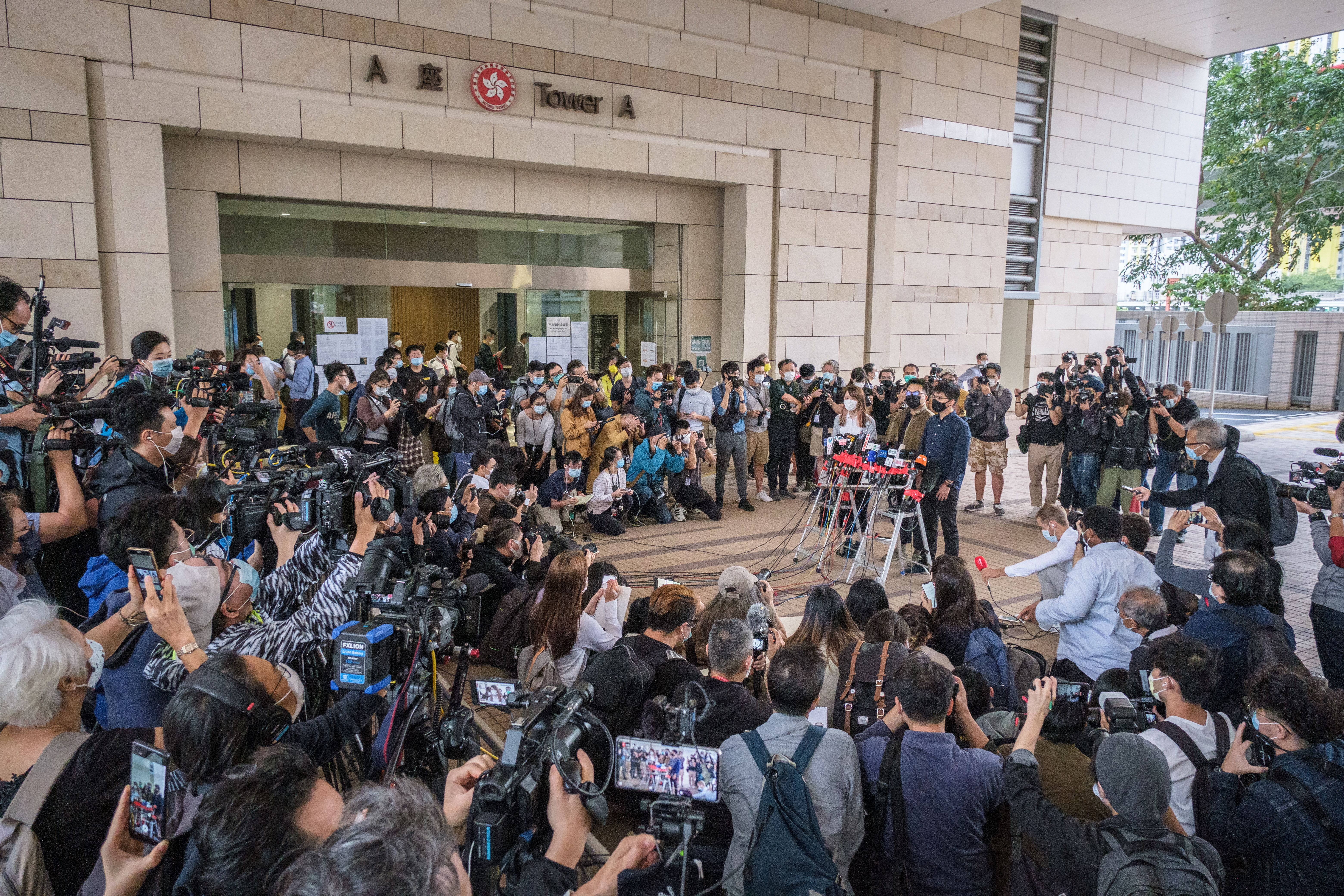
西九龍裁判法院有大批記者到場

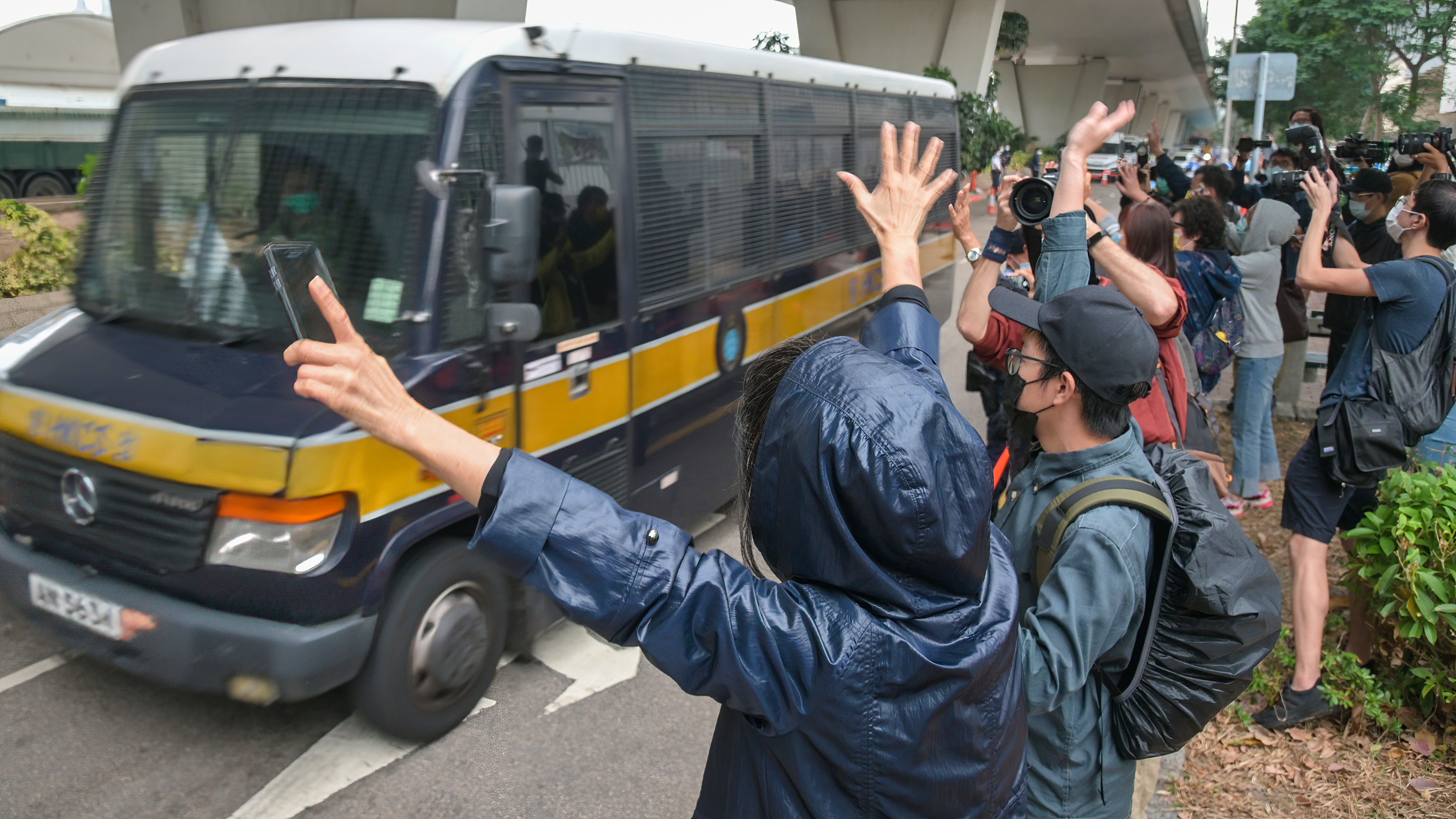
聲援人士在西九龍裁判法院外舉起五一手勢

香港眾志前秘書長黃之鋒、成員周庭及前主席林朗彥涉參與去年6月21日包圍灣仔警察總部，案件在西九龍裁判法院開審。三人承應控罪，須即時還押，到12月2日判刑。其中周庭是首次遭還押。
事件引起國際社會的關注，欧洲联盟外交与安全政策高级代表博雷利23日就打电话给中国外交部长王毅，强调了中国应在「一国两制」原则下尊重香港的高度自治。欧洲议会议员也提出，必须以制裁来回应中国打压香港人权及民间社会的专制行为。

### 英国發表2020年《香港問題半年報告》
英國外交及聯邦事務部發表《香港問題半年報告》，对中国全国人大常委会通过《香港国安法》及取消多名立法會議員資格提出质疑，认为嚴重違反《中英聯合聲明》，質疑其對「一國兩制」承諾。对此，中國外交部發言人趙立堅于11月24日表示：「過去，英國在殖民統治時期沒有給過香港民主，今天，英國也沒有資格當判官」。赵立坚还说，「香港已經回歸祖國23年，英國政府還在通過發表所謂《香港問題半年報告》，對香港事務顛倒黑白、說三道四，對中方進行無理指責，我們對此堅決反對，強烈譴責」。香港特區政府及中国外交部駐港公署亦发文对此报告予以反对，认为英國此举是粗暴干預香港事務及中國內政。
英國方面，下议院24日院会期间，跨党派议员纷纷呼吁政府尽快针对香港特首林郑月娥等官员，实施马格尼茨基制裁法案，外交大臣藍韜文则回应，制裁行动需要证据支撑，目前仍在检视和评估阶段。

### 瑞士议员促终止与中国国安合作
前香港众志秘书长黄之锋等3人23日出庭承认「煽惑他人参与未经批准的集结」等罪，瑞士日内瓦州议员巴哈克（Dilara Bayrak）表示，中国政府不尊重人权，也是目前瑞士与中国签署秘密协议的争议。巴哈克還表示：「我们知道维吾尔的集中营，法轮功信徒被活摘器官，我们知道中国政府不尊重人权，对他们进行不断的迫害，这样的政权可以来瑞士领土进行调查，对我而言是难以接受的。」

## 24日

### 《緊急法》及《禁蒙面法》被裁合憲 民主派終極上訴
24名民主派和社民連梁國雄，就《緊急法》及《禁蒙面法》被裁合憲提出終極上訴。代表民主派的資深大律師李志喜陳辭時質疑《緊急法》的合憲性，形容《緊急法》為「導彈發射器」。

### 美國隊長2.0 被控煽動他人分裂國家 還押至明年2月
警方正式起訴30歲，早前被警方拘捕共7次的「第二代美國隊長」，指控他在今年8月15日至11月22日期間，涉及10個地點及19個場合中煽動他人分裂國家，涉嫌違反《港區國安法》。總裁判官蘇惠德應控方要求，被告毋須答辯，也拒絕被告保釋，還押至明年2月再提訊。被告離庭時大叫：「民主嘅果實係用血同汗灌溉返嚟」（民主的果實是用血和汗灌溉的）。

## 25日

### 林郑月娥发表2020年度施政报告
香港特首林鄭月娥发表《2020年度施政报告》，该报告中提及了「一國兩制」、人大有关决定及《港區國安法》。她在报告中说，香港局勢的變化到了「非中央出手不行」的地步，令人大將《香港國安法》列入《基本法》附件三，同日於香港實施，她稱過去四個多月，《香港國安法》為恢復香港穩定帶來顯著效果，鼓吹「港獨」及與外部勢力勾結的情況已逐步減退，部分頭面人物明顯收斂，激進的組織停止運作或解散，涉嫌違法人士畏罪潛逃，而街頭暴力行為也大幅減少，稱經歷了一年的社會動盪和人身安全受到威脅，香港市民終於可以重新依法享有其基本權利和自由。

## 26日

### 杨润雄宣布精简通识科课程内容
教育局局长杨润雄26日表示，通识科被污名化，决定按照课程宗旨及目标，精简科目的内容。教育界立法会议员叶建源認為，把学科以是否合格作为评分，同学的重视程度自然会降低，影响表现，批评当局推行改革是出于政治考虑，相信当局有意把通识科边缘化，把反修例浪潮归咎于通识科。
林鄭月娥28日出席港台節目《星期六問責》時表示，通識科的改革並非政治凌駕專業，由始至終都相信是專業領航，她又認為香港社會出現的問題，並非簡單地因個別科目引起。又透露，改革通識教育方案並非因為北京壓力，強調科目本身存在不少問題。

### 黎智英控告《大公報》報道誹謗
壹傳媒創辦人黎智英26日入稟高等法院，指《大公報》於2020年6月發表一篇標題為「亂港頭目謀『著草』 路線曝光 收費100萬」的文章涉嫌誹謗。要求法庭頒發禁制令，禁止《大公報》再誹謗外，亦要求對方賠償和刊登道歉聲明。

### 盧俊宇涉嫌浪費警力被捕
民主黨屯門區區議員盧俊宇虛構2020年7月21日於元朗鳳攸北街公園查問警方行動，被警員「反手捉緊並有痛楚」，又稱警員「以粗言穢語恐嚇」，及後被帶往元朗警署，最終無條件獲釋。但經警方調查後盧俊宇當晚沒有被警方拘捕或帶往元朗警署，最終以涉嫌「浪費警力」罪被捕，獲准保釋候查。警方譴責盧公然說謊有違公職人員應有的操守和誠信，不排除採取法律行動追究事件。

## 27日

### 林鄭月娥承認受美制裁無銀行服務
林鄭月娥接受香港國際財經台《Talk The Walk》專訪時被記者問到，她在遭美國政府制裁後是否有帶來不便。林鄭月娥透露指，因受美國制裁，要停用銀行賬戶，港府用現金出糧給她，並稱有成堆的現金在家。不過，她說因為維護國家安全而受制裁是榮幸。另外，林鄭月娥亦接受有線新聞訪問，批評新一屆區議會「吵吵鬧鬧」，並稱不滿意區議員侮辱她的同事，特別是警務人員，認為區議會偏離《基本法》對地區組織的功能。

## 30日

### 中国政府制裁美国非政府组织人士
中國外交部發言人華春瑩在例行记者会上宣布，中方將再制裁「在涉港問題上表現惡劣」的4名非政府组织人士，分別來自美國國家民主基金會亞洲事務高級主任約翰·克瑙斯，美國國際事務民主協會亞洲項目負責人阿南德、香港分部主管克里斯陶·羅薩里奧、項目主任薛德敖。

### 太子站事件15個月 7人被捕

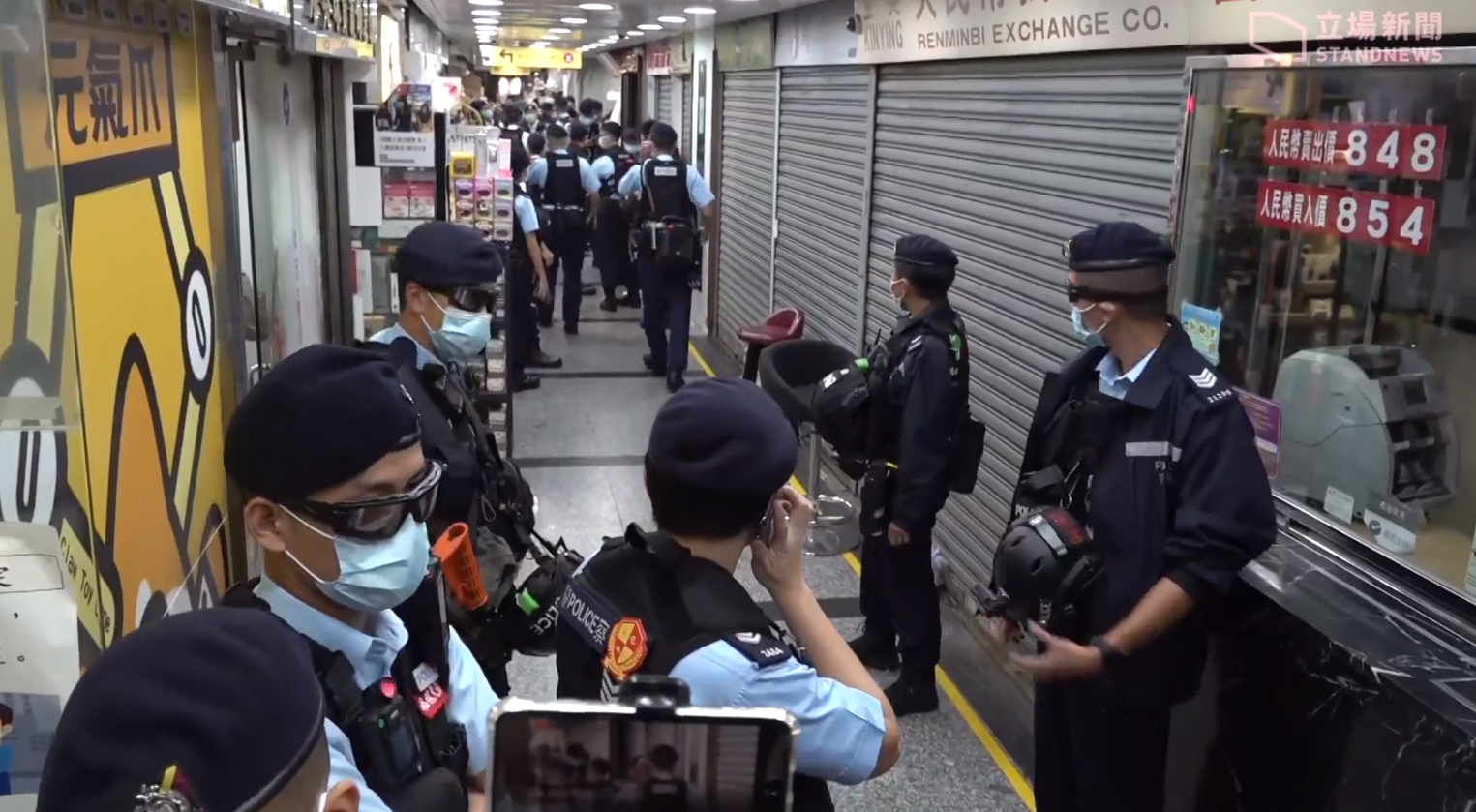
晚上8時許，有人在街道上叫喊口號後，有多名警員走入聯合廣場追逐市民，並截查一男一女

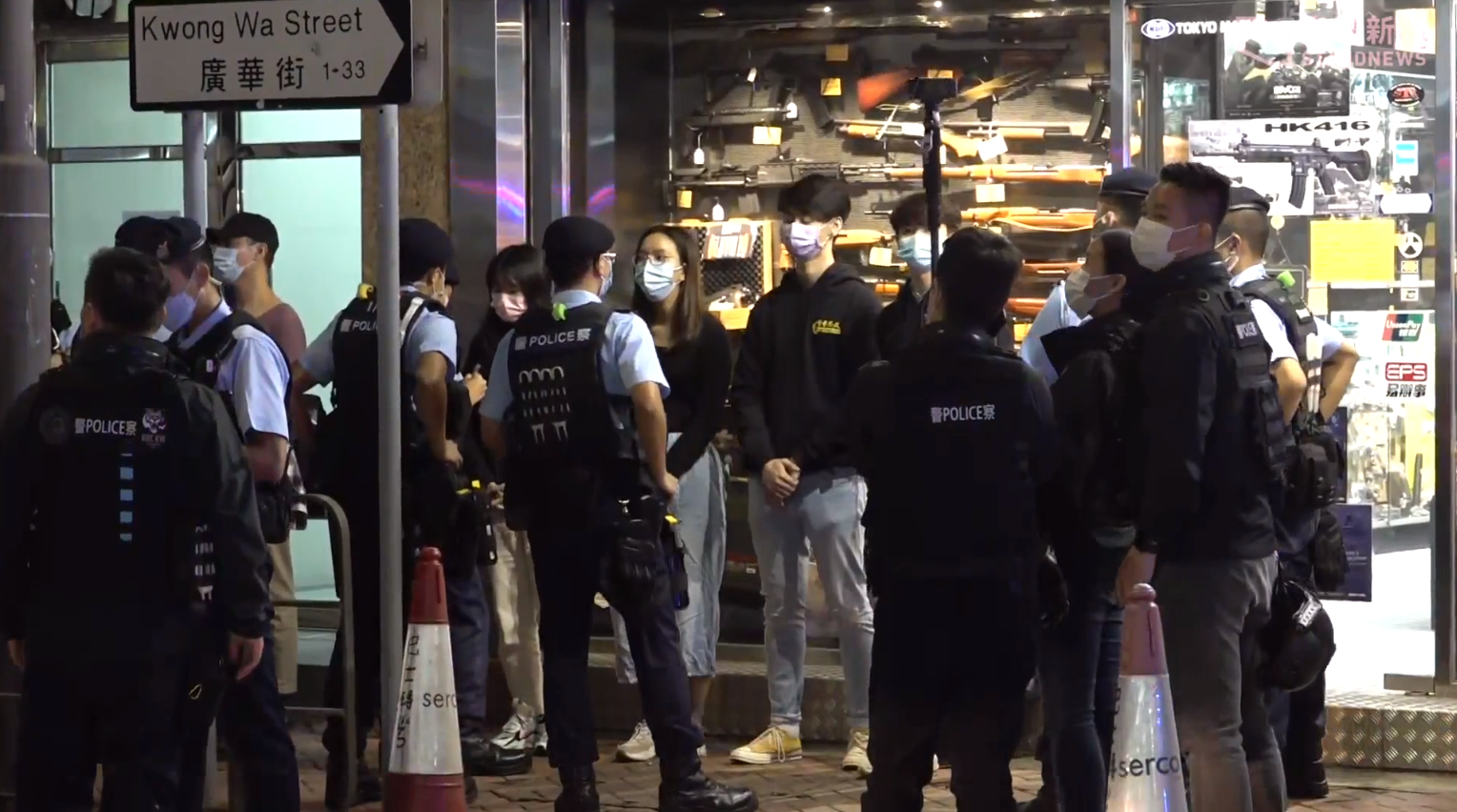
晚上9時許，賢學思政4名成員及3名市民前往郵局途中被警員截查近一小時，其後涉嫌非法集結被捕

831太子站事件15個月，區議員早前引述消息指警方會驅趕獻花人士，最後有3名市民因獻花被票控亂拋垃圾。而大批警員在下午起已經在太子站外佈防和圍上橙色膠帶。警員不時呼籲市民不可聚集。到8時，《初媒》拍攝到有人在街道上叫喊五大訴求、解散警隊、沒有暴徒等口號後，警員便追逐市民，期間有多名警員走入聯合廣場截查一男一女，警員對兩人喊「X你老味，做乜X嘢！」、「我就係搞你，我搞你條女！」。到9時許，賢學思政4名成員及3名市民前往郵局途中被警員截查近一小時，其後涉嫌非法集結被捕。

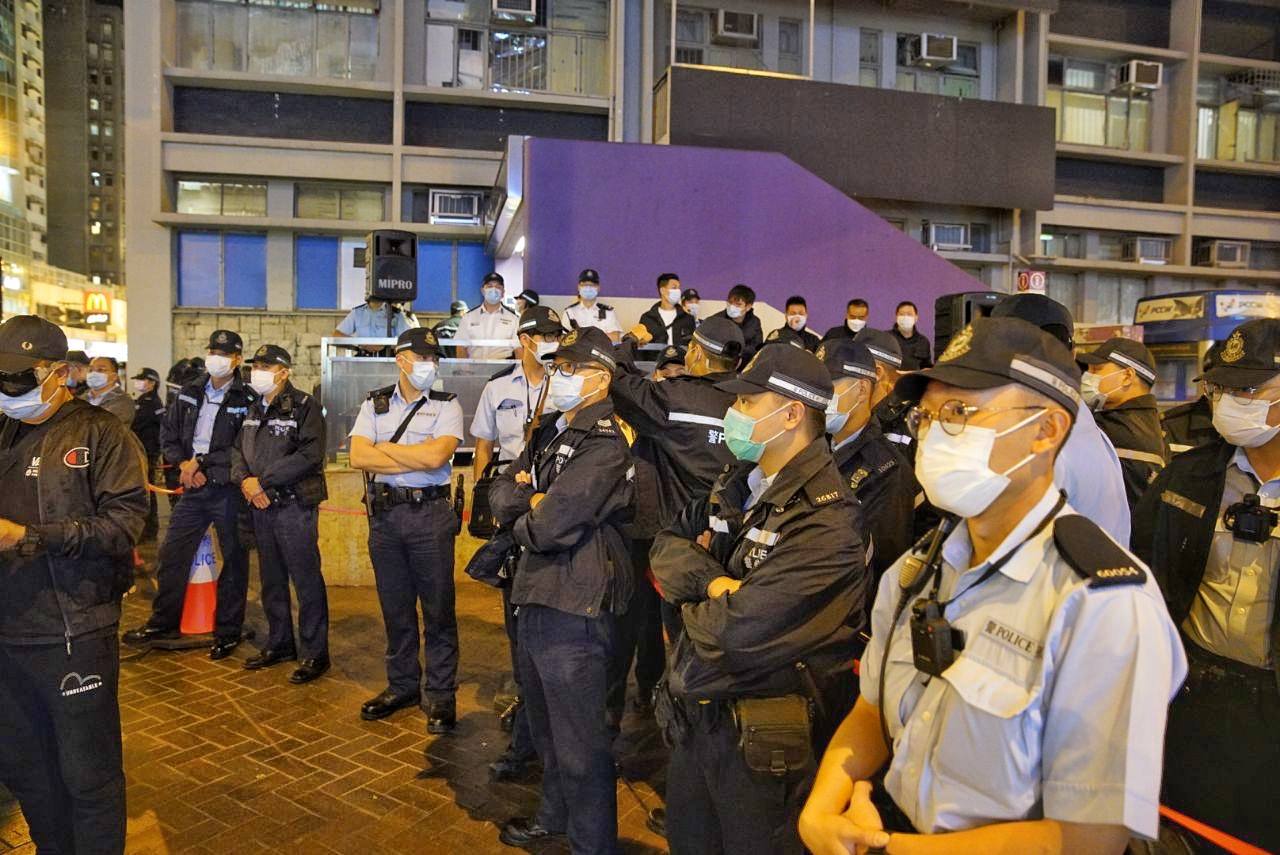
大批警員在太子站出口外佈防
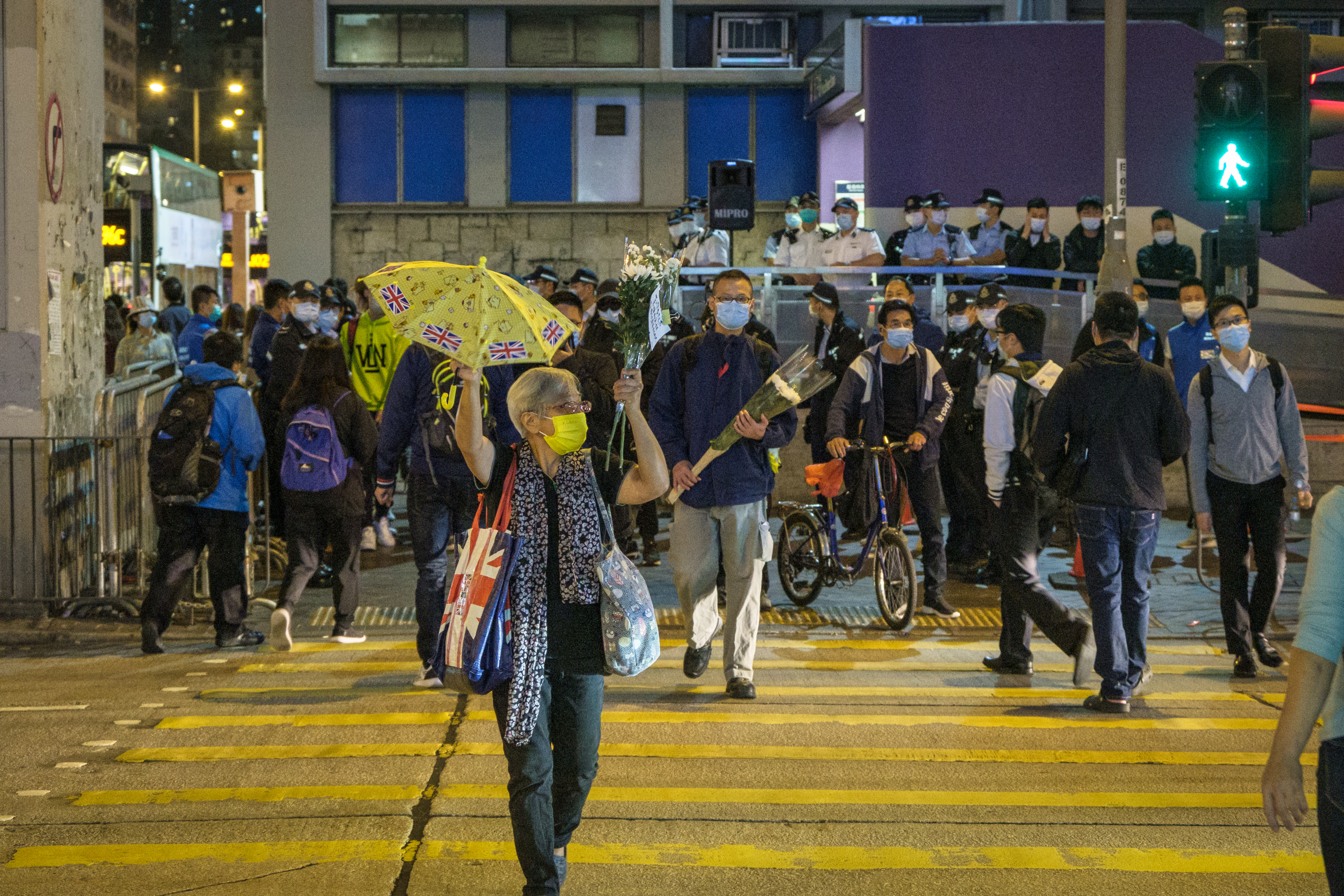
王鳳瑤手持黃雨傘
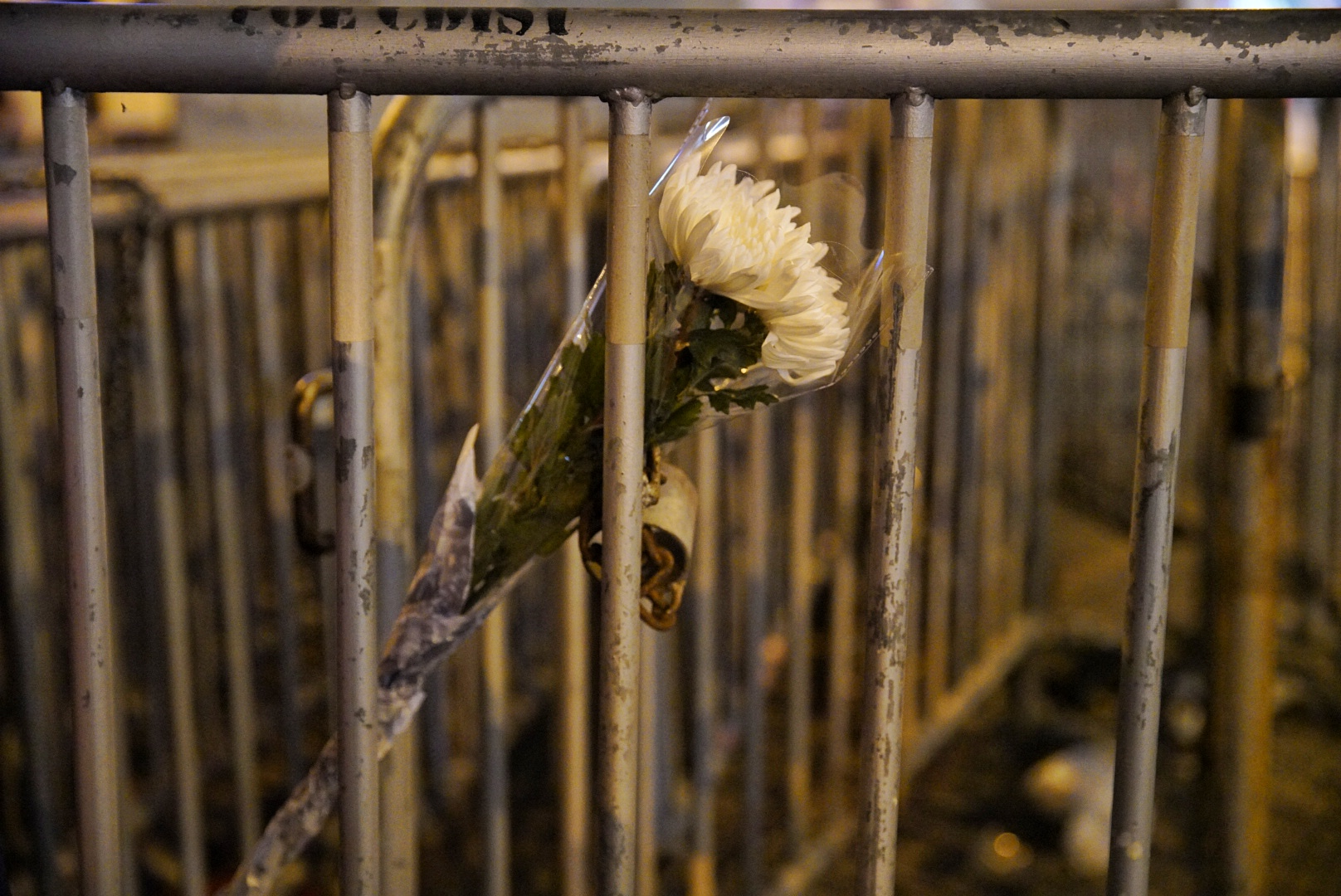
有人在太子站外的鐵馬擺上鮮花
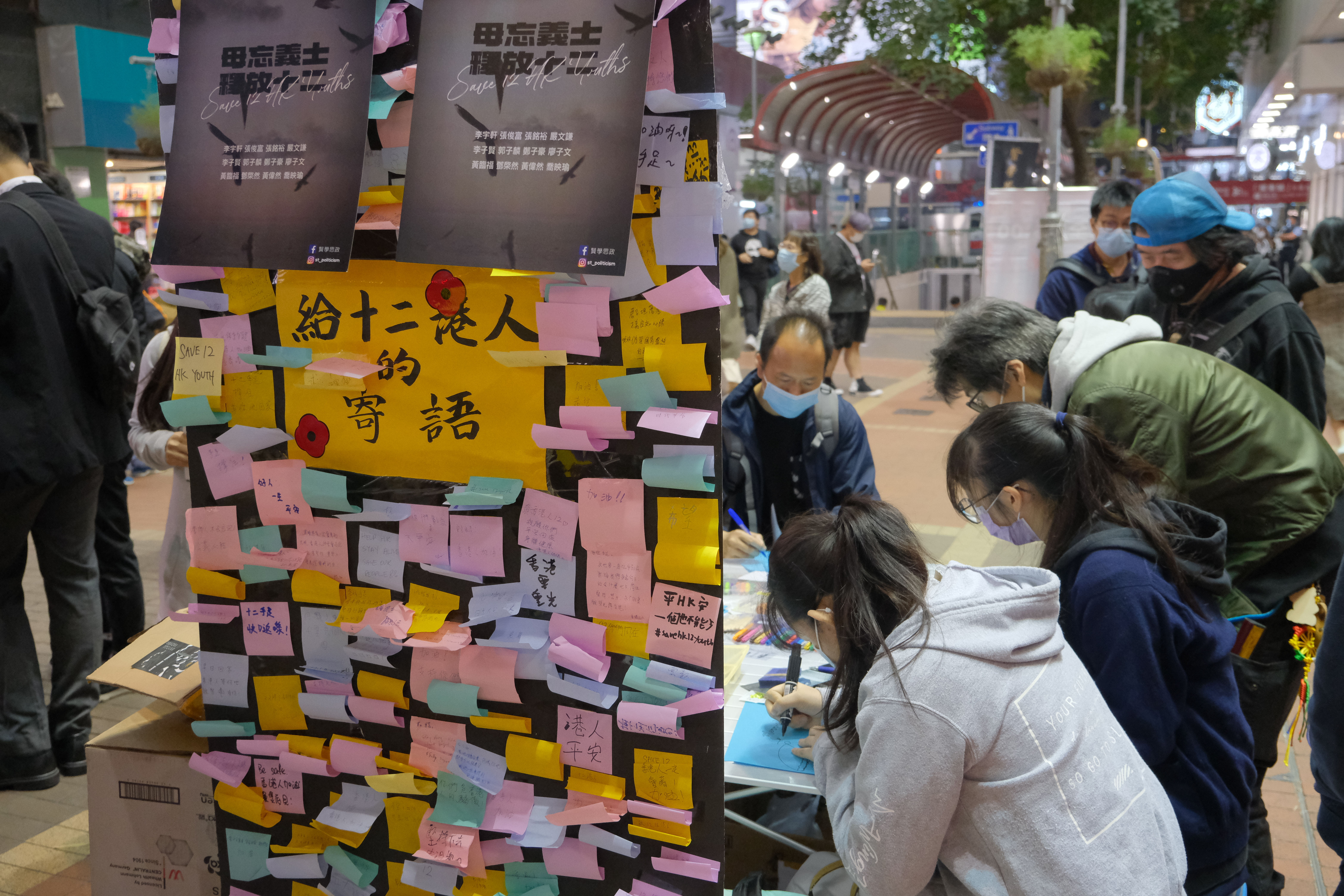
賢學思政在旺角的街站

### 許智峯離港
有網民在討論區轉貼丹麥國會議員Uffe Elbaek的推文，為當地傳媒的一篇報道，可見許智峯當時身處丹麥機場。該報道稱許智峯已被列入「北京黑名單」，此行或會影響中丹關係。Uffe Elbaek則在帖文中歡迎許智峯訪丹麥，又表示會盡力保證他的安全。
許智峯向《香港01》證實，11月30日周一啟程前往丹麥，出席公務採訪行程，將於本周五（12月4日）返港，本身已按規定，離港前72小時知會法院。又表示，由於旅客抵達丹麥後毋須隔離，抵達後已隨即展開公務採訪行程，出席當地環保會議。但事隔一晚，《香港01》接獲消息，指許智峯的父母、妻子及兩名幼年兒女於傍晚已乘飛機離港，許智峯於12月3日凌晨在Facebook上回應事件，稱自已一向認為政治人物的家庭生活無需向公眾交代。
根據《美聯社》12月2日報道，許智峯促請歐洲國家為香港示威者提供避難所，接受《美聯社》採訪時稱香港的情況日益惡劣，讓全世界知道香港不再是一個自由的城市非常重要。又強調在危難時各地民主人士需要團結，因此呼籲歐洲國家如丹麥跟隨英國做法，為香港示威者提供避難所。經民聯立法會議員梁美芬認為，許智峯會見當地政治人物，而非單純探討環保議題，已經違反了保釋條件，如有足夠證據有機會違反《港區國安法》。